# Universität Münster

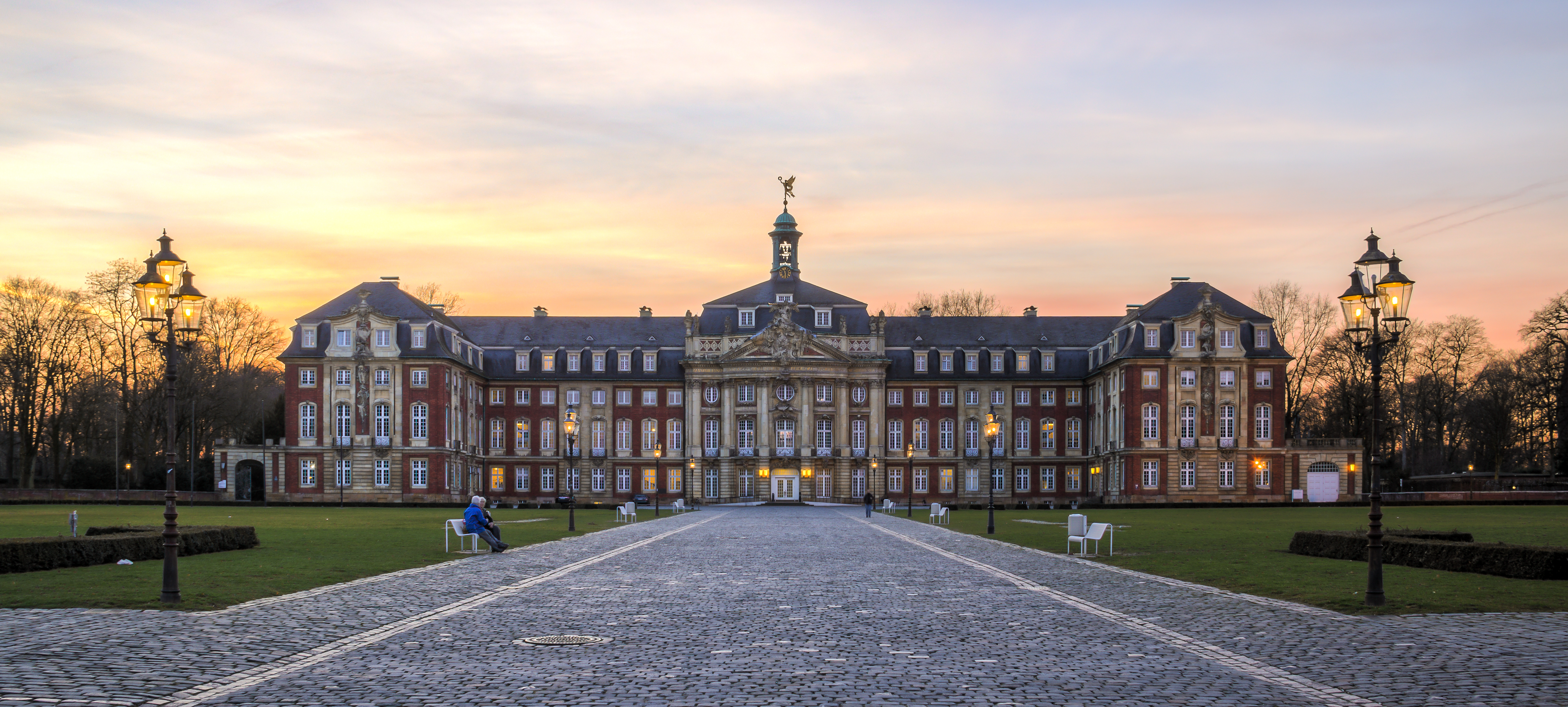
Sitz der Universität Münster im Schlossgebäude

Die Universität Münster (bis 30. September 2023 Westfälische Wilhelms-Universität Münster, kurz WWU) ist mit etwa 41.200 Studenten (Stand: WS 2024/25) und rund 280 Studiengängen in 15 Fachbereichen eine der größten deutschen Universitäten. Auf Beschluss von Kaiser Wilhelm II. in seiner Eigenschaft als König von Preußen wurde die Vorgängerinstitution 1902 zur Universität. Nach Wilhelm II. wurde die Universität Westfälische Wilhelms-Universität Münster genannt, mit Wirkung zum 1. Oktober 2023 wurde sie in Universität Münster umbenannt. Leitung und Verwaltung der Universität Münster befinden sich im Gebäude des ehemaligen fürstbischöflichen Schlosses.

## Überblick
Die Universität ist die sechstgrößte Universität Deutschlands. Über 7.600 Abschlüsse wurden hier im Prüfungsjahr 2023 erworben.
Die Universität Münster ist keine Campus-Universität. Ihre 246 Gebäude verteilen sich über das Stadtgebiet von Münster, davon etliche im Bereich zwischen Schlossplatz, wo hauptsächlich die Fachbereiche Biologie und Germanistik zu finden sind, und Domplatz, wo sich unter anderem das Haupthörsaalgebäude, die Universitäts- und Landesbibliothek Münster, das Juridicum (Fachbereiche Jura und Wirtschaftswissenschaften) sowie die Fachbereiche Erziehungswissenschaft und Sozialwissenschaften, Geschichte/Philosophie, Theologie und Philologie befinden. Das Universitätsklinikum Münster, die Fachbereiche Psychologie und Sportwissenschaft, Mathematik und Informatik, Chemie und Pharmazie, Physik sowie Teile der Geowissenschaften und das Institut für Musikpädagogik befinden sich westlich des Schlosses in der Nähe des Coesfelder Kreuzes. Weitere Institute sind auf dem Leonardo-Campus, der ehemaligen, zwischen 1888 und 1901 erbauten Von-Einem-Kavalleriekaserne, untergebracht, den sich Universität, Fachhochschule und Kunstakademie teilen, sowie am Hüfferstift und in der Nähe des Aasees.
Die Universität ist sowohl in der Grundlagenforschung als auch in der angewandten Wissenschaft tätig. Das Programm der Universität umfasst zwei Exzellenzcluster, 14 Sonderforschungsbereiche, drei DFG-Graduiertenkollegs, 29 DFG-Schwerpunktprogramme, 13 Grants des Europäischen Forschungsrats (ERC-Grants: fünf Advanced, fünf Consolidator ein Starting, ein Proof of Concept und ein Synergy Grant, Stand 2024), sieben Emmy-Noether-Nachwuchsgruppen und 30 Forschungszentren (Stand 2024).
Es gibt ein Partnerschaftsabkommen mit rund 800 in- und ausländischen Universitäten sowie Doppeldiplom- und Doppelbachelor-Abkommen (unter anderem in Philologie, Politikwissenschaft, Rechtswissenschaften und Wirtschaftswissenschaften) mit ausländischen Universitäten. 3.470 ausländische Studierende aus 126 Ländern stellen 2025 rund acht Prozent der Studierenden an der Universität. Im Jahr 2025 studieren 1.400 münstersche Studierende im Ausland.
Die Universität bietet im Rahmen des Projekts „JuniorUni“ die Möglichkeit eines Frühstudiums für begabte Schüler der Jahrgangsstufe 11 und 12 an.
Rund sechsmal im Jahr veranstaltet die Hochschule mit der „Kinder-Uni Münster“ jeweils 60-minütige Vorlesungen für acht- bis zwölfjährige Schüler.

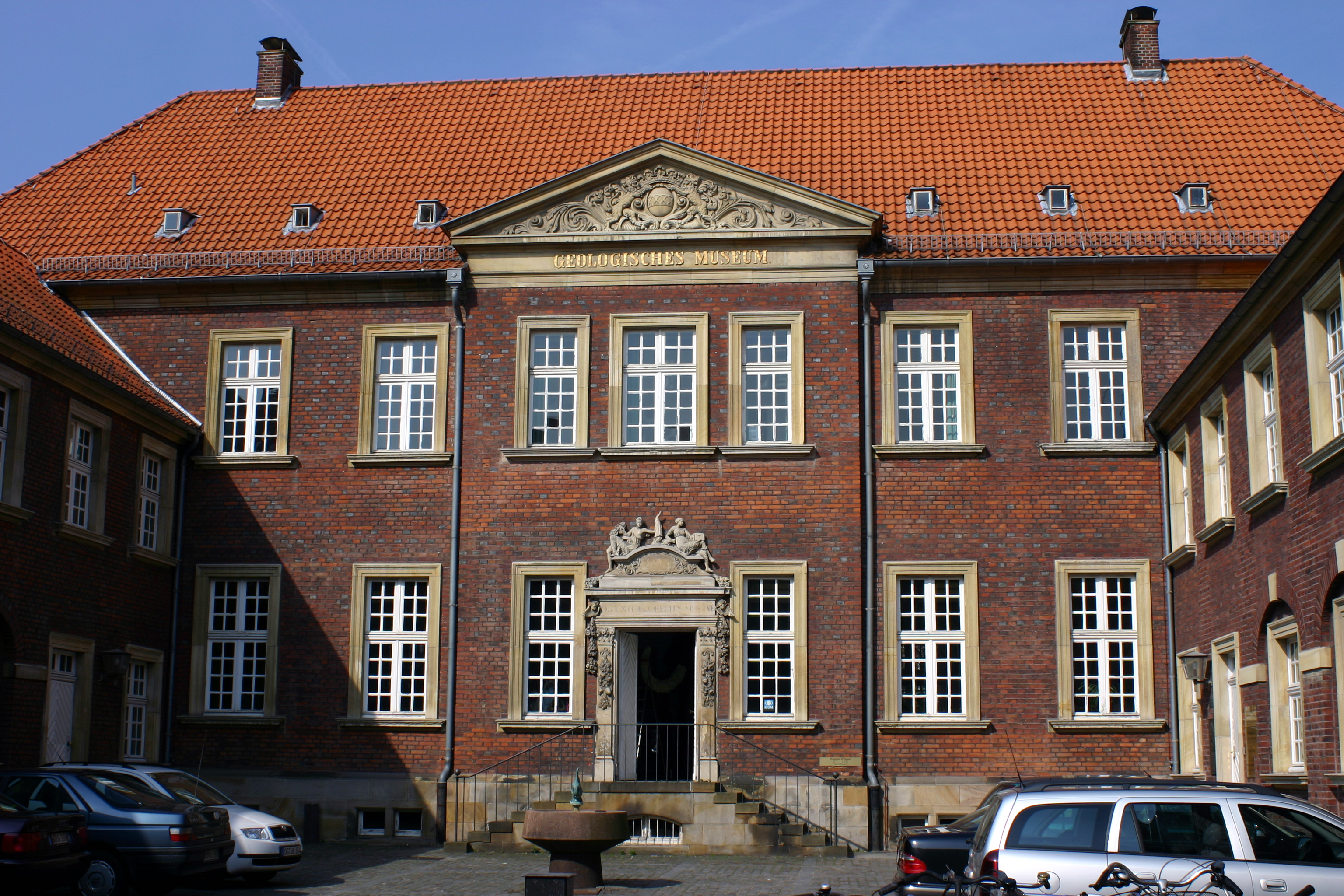
Geomuseum der Universität Münster an der Pferdegasse

Die Universität betreibt drei öffentliche Museen – das Archäologische Museum, das Bibelmuseum und das Geomuseum der Universität Münster sowie einen Botanischen Garten.

## Geschichte

### Alte Universität bis 1818
Der Vorläufer der heutigen Universität wurde Ende des 16. Jahrhunderts als Jesuitenkolleg Münster errichtet. 1612 empfahl der damalige Regens, der Jesuit Matthäus Tympius, in seiner Schrift Erheblich und wichtige Ursachen warum in der wollöblichen Statt Münster… eine hochberühmbte Universitet oder Academiam zu fundieren und zu stiften seyn sollen die Gründung einer Universität in der Bischofsstadt.

Die Stadt erhielt 1631 von Papst Urban VIII. und Kaiser Ferdinand II. die Gründungsprivilegien für eine Universität. Die Landesstände sagten die Summe von 20.000 Talern zu. Das Projekt scheiterte an den Wirren des Dreißigjährigen Krieges. Ein erneuter Versuch durch Christoph Bernhard von Galen, Bischof von Münster, scheiterte 1670 an finanziellen Nöten.

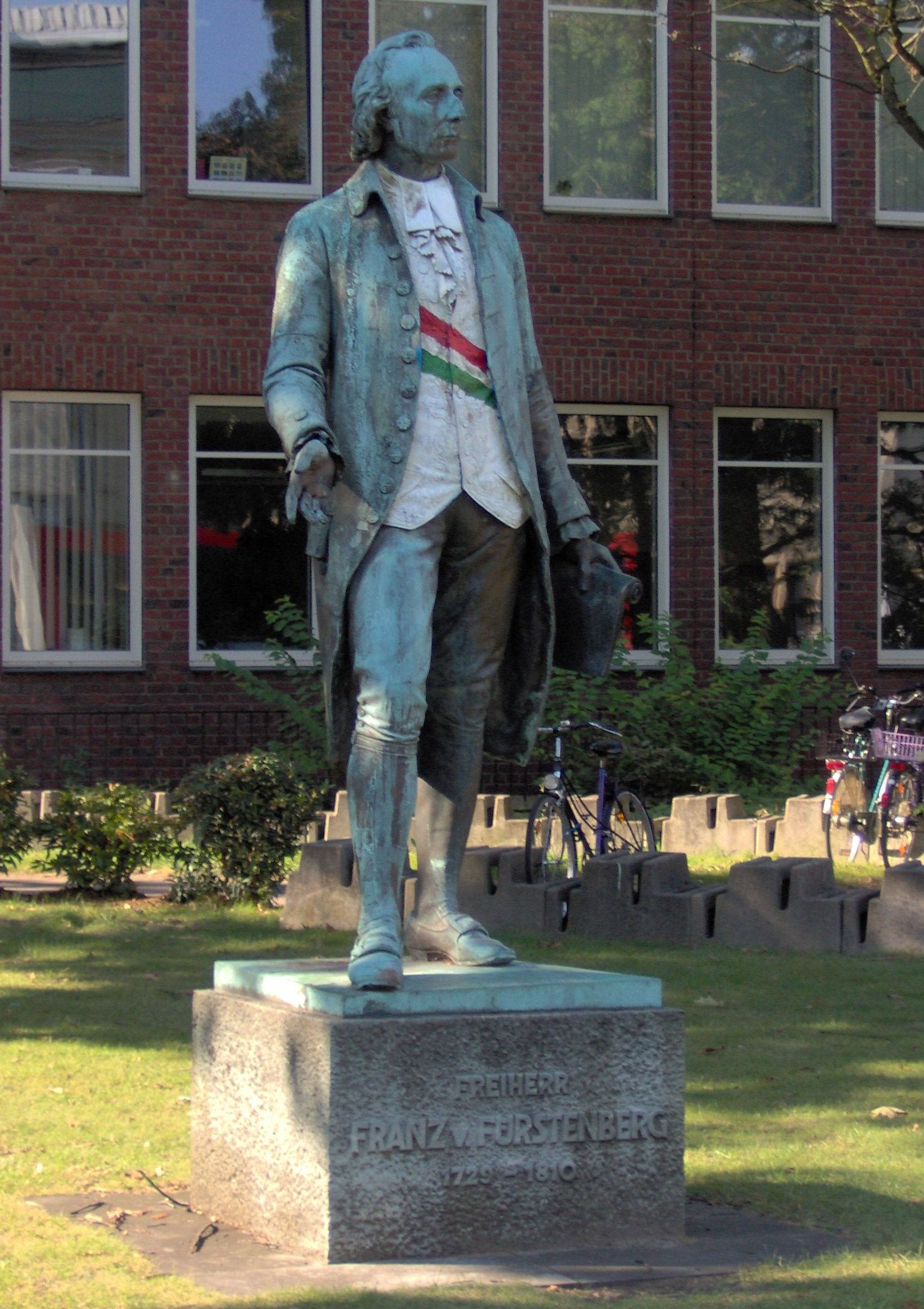
Statue des Franz von Fürstenberg vor dem Fürstenberghaus der Universität am Domplatz

Ab 1771 gelang es Franz Freiherr von Fürstenberg, dem ständigen Vertreter des Kölner Erzbischofs und Bischofs von Münster, Maximilian Friedrich von Königsegg-Rothenfels, die Gründung voranzutreiben. Als Kapital nutzte er den Erlös aus den Auflösungen zweier Klöster in Münster, des Klosters Liebfrauen-Überwasser und des Jesuitenkollegs Münster, das von der Aufhebung des Jesuitenordens betroffen war. Nach der Verleihung der Privilegien für eine Landesuniversität durch Papst Clemens XIV. am 28. Mai beziehungsweise durch Kaiser Joseph II. am 8. Oktober 1773 erfolgte am 16. April 1780 schließlich die feierliche Eröffnung. Ziel der neu gegründeten Einrichtung sollte die universitäre Ausbildung begabter Einheimischer in den Fakultäten Theologie, Philosophie, Rechtswissenschaft und Medizin sein, um sie anschließend an die Kölner Universität zu berufen. Erster Kanzler der Universität wurde Franz von Fürstenberg. Das Amt des ersten Rektors bekleidete Fürstbischof Maximilian Friedrich von Königsegg-Rothenfels.
Nachdem Münster 1803 im Zuge der napoleonischen Neuordnung Preußen zugeschlagen worden war, sollte die Universität nach Plänen des Freiherrn vom Stein zu einer der damals modernsten deutschen Universitäten ausgebaut werden. Dies wurde nicht verwirklicht. Vielmehr wurde die Universität Münster nach der Entscheidung der preußischen Regierung vom 18. Oktober 1818 zugunsten der neuen Universität in Bonn aufgehoben.

### Königliche Akademie
Übrig blieb eine akademische Lehranstalt zur Ausbildung von Geistlichen und Gymnasiallehrern für die Diözese Münster, der 1821 eine Chirurgische Schule angegliedert wurde. 1843 wurde die Akademische Lehranstalt in „Königliche Theologische und Philosophische Akademie“ umbenannt. Die Chirurgische Schule wurde 1849 durch die preußische Regierung geschlossen, da Ärzte von diesem Zeitpunkt an ein Universitätsstudium absolvieren sollten.
Es folgten jahrzehntelange Verhandlungen mit der preußischen Regierung in Berlin. Erster Teilerfolg war die Anerkennung des philologischen Studiums an der Akademie als Vollstudium im Jahr 1858. Hauptstreitpunkt bei der Frage der Wiedererrichtung einer Universität war, dass die damalige katholische Akademie keine evangelischen Studierenden aufnehmen wollte. Ab 1875 erhielten auch Protestanten Zugang.

### Von der Neugründung 1902 bis 1945
Auf Betreiben von Otto II. zu Salm-Horstmar beschloss das preußische Parlament am 11. März 1902 die Neugründung einer juristischen Fakultät in Münster. Dem Beschluss entsprechend erhob Wilhelm II. am 1. Juli 1902 die Akademie wieder in den Rang einer Universität. Gelehrt wurde in den Fakultäten Theologie, Philosophie sowie Rechts- und Staatswissenschaft. Am 22. August 1907 erhielt die Universität schließlich durch Wilhelm II. ihren Namen. Ein Jahr später war es auch Frauen gestattet, dort ein Studium aufzunehmen. Im gleichen Jahr wurde der münsteraner AStA gegründet. 1914 entstanden die Evangelisch-Theologische Fakultät sowie 1925 die Medizinische Fakultät.
Nach der nationalsozialistischen Machtergreifung wurde 1933 die Selbstverwaltung der Universität eingeschränkt. 27 Angehörige des Lehrkörpers (12,4 %) wurden gezwungen, die Universität zu verlassen, drei weitere Hochschullehrer zogen sich angesichts der veränderten politischen Umstände „freiwillig“ aus dem Universitätsleben zurück. Vier von ihnen wurden später Opfer der nationalsozialistischen Vernichtungspolitik: der Pharmakologe Hermann Freund, der Althistoriker Friedrich Münzer, der katholische Theologe Joseph Schmidlin und der Metallurg Benno Strauß.
Auch bei der Studentenschaft wurde versucht, Einfluss zu nehmen. „Eintritt in die Studenten-SA war in der ersten Zeit nach 1933 an der Universität Münster obligatorisch. Im Weigerungsfalle musste man die Universität verlassen.“ Zehn der damals 3662 in Münster immatrikulierten Studierenden wurden wegen „nichtarischer Abstammung“ aus der Universität ausgeschlossen. Jüdische Studierende wurden nicht mehr neu immatrikuliert, einige der noch eingeschriebenen konnten bis 1938 ihr Studium fortsetzen. Drei Studierende wurden aus politischen Gründen exmatrikuliert.
Im Jahr 2000 beschloss der Senat der Universität, diese unrechtmäßigen Vorgänge in einer „Erklärung der Westfälischen Wilhelms-Universität Münster zu Maßnahmen der Universität während der nationalsozialistischen Gewaltherrschaft“ bekanntzugeben und für ungültig zu erklären.
Seit 2014 haben jüngere und ältere Studierende im Rahmen mehrerer Übungen die Lebenswege von Opfern des NS an der Universität Münster erforscht und ihrer in Form von Gedenkblättern gedacht. Zwei Studentinnen der FH Münster haben für die Opfer ein Gedenkkonzept unter dem Namen flurgespräche entwickelt, das Ende 2015 in verschiedenen Gebäuden der Universität umgesetzt wurde. Die Gedenkblätter für die Opfer sind auf der Homepage des Projekts nachzulesen.
Infolge von Kriegszerstörungen wurde der Lehrbetrieb im Wintersemester 1944/45 eingestellt.

### Nach 1945
Die Wiedereröffnung der Universität erfolgte am 3. November 1945. Die Aufsicht namens der britischen Militärregierung oblag dem University Control Officer. Nach dem Wiederaufbau des zu großen Teilen zerstörten Schlosses wurde dieses 1954 als Hauptgebäude der Universität eingeweiht.
1948 wurden die Mathematisch-Naturwissenschaftlichen Fächer von der Philosophischen Fakultät abgetrennt und eine eigene Mathematisch-Naturwissenschaftliche Fakultät gegründet. Die Rechts- und Staatswissenschaftliche Fakultät wurde 1969 in die Rechtswissenschaftliche Fakultät und die Wirtschafts- und Staatswissenschaftliche Fakultät gegliedert. 1970 wurde eine neue Struktur mit 19 Fachbereichen eingeführt. Im Jahr 1968 wurde der erste geisteswissenschaftliche Sonderforschungsbereich (SFB) der Deutschen Forschungsgemeinschaft im Fachbereich Geschichte eingerichtet: der SFB Mittelalterforschung, der von 1968 bis 1985 bestand. Im Jahr 1980 wurde die Pädagogische Hochschule Westfalen-Lippe, Abteilung Münster, der Universität angegliedert. Der 1930 in Krefeld geborene Lothar Zelz, Direktor der Deutsche Bank AG, war in den 1980er Jahren Vorstand der Gesellschaft zur Förderung der Westfälischen Wilhelms-Universität.
Im Jahr 1983 wurde das neue Zentralklinikum Münster fertiggestellt, nachdem die Kapazität der alten Klinikgebäude nicht mehr ausgereicht hatte.
Im August 1986 verübte die Untergrundorganisation Rote Zora einen Brandanschlag auf das Institut für Humangenetik an der Westfälischen Wilhelms-Universität, dessen erster Direktor von April 1951 bis 1965 der Rassenhygieniker Otmar von Verschuer gewesen war, und veröffentlichte entwendete Dokumente des Instituts.
1999 wurden die Fachbereiche der Universität in der heutigen Form gegliedert. 2004 wurde durch Eingliederung der Münsteraner Abteilung der Musikhochschule Detmold als 15. Fachbereich die Musikhochschule angefügt.
Im Sommersemester 2001 nahmen die ersten Schüler in der „Junioruni“ an Vorlesungen und Prüfungen an der Universität teil. Hierfür werden Schüler der 11. und 12. Klasse von ihren Schulen nach jeweils eigenen Auswahlkriterien vorgeschlagen und vom Unterricht freigestellt. Teilnahmebescheinigungen und Abschlussprüfungen können im späteren Studium an der Universität Münster anerkannt werden.
Im Jahr 2002 erhielt die Universität eine neue Universitätsverfassung. Sie wurde Ende 2007 noch einmal in größerem Rahmen modifiziert – notwendig geworden durch das Hochschulfreiheitsgesetz des Landes Nordrhein-Westfalen. Vorgesehen ist nun das neue Gremium des Hochschulrates.
2004 fand zum ersten Mal der Elternalarm statt, eine zu jener Zeit bundesweit einzigartige und von der Bundesregierung ausgezeichnete Aktion, bei der Eltern an Führungen und Vorlesungen teilnehmen können.
Nach Einführung von Studiengebühren für Langzeitstudierende sank die Anzahl der Studierenden zum Sommersemester 2004 um etwa 4.000. Aus Protest gegen eine Einführung von generellen Studiengebühren besetzten Studierende im Mai 2006 das Rektorat der Universität im münsteraner Schloss. Als am 17. Januar 2007 das Thema Studiengebühren erneut im Senat behandelt werden sollte, stürmten einige damals Studierende das Schloss, so dass der Senat mit nur 11 anwesenden von 23 Senatoren nicht beschlussfähig war. Knapp 1000 Studierende protestierten friedlich vor dem Schloss. Beim zweiten Versuch am 20. Januar fand die Senatssitzung auf einem extra durch Polizeischutz gesicherten Gelände des Technischen Hilfswerks statt. Dabei wurde beschlossen, vorerst keine Studiengebühren einzuführen und die Fragestellung zunächst von einer extra eingesetzten Kommission erörtern zu lassen. Bei der abschließenden Senatssitzung zum Thema am 14. März 2007 stimmte der Senat mit zwölf zu elf Stimmen trotz erneuter Demonstrationen für die Einführung von Studiengebühren in Höhe von 275 Euro pro Semester ab dem Wintersemester 2007/2008. Diese Regelung galt zunächst für zwei Jahre, danach sollte eine Zwischenbilanz gezogen werden. Die Universität Münster war damit – abgesehen von der Fernuniversität in Hagen, bei der von jeher das Unterrichtsmaterial kostet – die letzte Universität in Nordrhein-Westfalen, die die Einführung von Studiengebühren beschloss. Zum Wintersemester 2011/2012 wurden die Studiengebühren in Nordrhein-Westfalen wieder abgeschafft.
Mit Bettina Böhm als Nachfolgerin von Klaus Anderbrügge übernahm im Jahr 2004 erstmals in der Geschichte der Universität eine Frau das Kanzleramt an der Spitze der Verwaltung. Ihre Ernennung im Senat erfolgte einstimmig. Nachfolger wurde am 1. Februar 2008 Stefan Schwartze vom Max-Delbrück-Centrum für Molekulare Medizin in Berlin-Buch.
Im Jahre 2006 professionalisierte die Universität ihr Weiterbildungsportfolio. Die Gründung der Universität Münster Weiterbildung gemeinnützige GmbH war ein wichtiger Schritt der Westfälischen Wilhelms-Universität zum Ausbau und zur gezielten Bündelung der Weiterbildungsaktivitäten. Als hundertprozentige Tochtergesellschaft besteht der Gesellschaftszweck in der Förderung der Weiterbildung an der Universität Münster sowie der Verbindung von Wissenschaft und Praxis.
Im Jahr 2007 wurde das Hochschulfreiheitsgesetz eingeführt. Seitdem wird die Universität als Körperschaft des öffentlichen Rechts geführt. Außerdem hat die Kommission zur Aufarbeitung der Geschichte der Universität Münster im 20. Jahrhundert am 12. Juli 2007 ihre Arbeit aufgenommen. Die Ergebnisse wurden 2012 in einem Sammelband veröffentlicht. Ziel ist eine systematische und lang dauernde Aufarbeitung der Vergangenheit der Universität Münster. Im gleichen Jahr erhielt die Universität Münster ihr heutiges Logo und führte ein Corporate Design ein.
Im Jahr 2008 wurde ein Hochschulrat ernannt, der im Hochschulfreiheitsgesetz vorgesehen ist. Erster Vorsitzender war Reinhard Kurth († 2. Februar 2014), ehemaliger Präsident des Robert Koch-Institutes in Berlin.
2016 begannen Vorbereitungen für die Schaffung eines „Campus der Religionen“ mit evangelischer, katholischer und islamisch-theologischer Fakultät, eigener Verwaltung und gemeinsamer Bibliothek, der ursprünglich im Jahr 2022 seine Arbeit aufnehmen sollte. In einer späteren Darstellung wurden außerdem Einrichtungen für die christlich-orthodoxe und bekenntnisungebundene Religionsforschung in Aussicht gestellt und als geplantes Eröffnungsdatum das Jahr 2023 genannt. Aktuell ist die Eröffnung spätestens 2025 vorgesehen.Aufgrund der COVID-19-Pandemie wurde der Lehrbetrieb zeitweise so weit wie möglich auf digitale Kanäle umgestellt.
Vorbehaltlich der Zustimmung durch das Ministerium beschloss der Senat am 5. April 2023 die Umbenennung der Westfälischen Wilhelms-Universität Münster in Universität Münster zum 1. Oktober 2023.

### Siegel und Logo der Universität

Siegel der Universität (bis 30. September 2023)

Das Siegel der Universität zeigt Maria Königin mit Krone und Zepter und auf ihrem Arm das Jesuskind mit Reichsapfel, mit der Umschrift „SIGILLUM • UNIVERSITATIS • MON[ASTERIEN]SIS“. Es war schon zu Zeiten der Alten Universität ab 1780 in Gebrauch. Das Siegelbild übernahm die Universität aus dem Siegel der Äbtissin des Klosters Liebfrauen-Überwasser, Dorothea von Hörde (1703–1750). Dieses Kloster wurde 1765 auf Antrag des münsterschen Domkapitels und der Ritterschaft der Stadt Münster aufgehoben, um mit dem Erlös daraus die Gründung der Universität finanzieren zu können.
Während der meisten Zeit des 19. und des ganzen 20. Jahrhunderts war die Universität eine staatliche Behörde und führte daher zunächst das Siegel des preußischen Staates, nach der Gleichschaltung in den 1930er Jahren das Siegel des nationalsozialistischen Staates und anschließend das kleine Siegel des Landes Nordrhein-Westfalen. Durch Erlass des Hochschulfreiheitsgesetzes erhielten die Universitäten in NRW, mit der Umwandlung in öffentlich-rechtliche Körperschaften, ab dem 1. Januar 2007 das Recht, eigene Wappen und Siegel zu führen. Hiervon machte die Westfälische Wilhelms-Universität mit Art. 1 Abs. 3 ihrer Verfassung vom 21. Dezember 2007 Gebrauch. Zuvor war der Einsatz des Universitätssiegels dem Rektorat vorbehalten. Das Siegel wird heute insbesondere auf Urkunden und anderen offiziellen Dokumenten benutzt.
Die Fachbereiche führen teilweise ihre Fakultätssiegel, teilweise das Siegel der Universität.
Daneben gibt es das Logo der Universität mit dem Schloss als Hauptgebäude in stilisierter Form. Im Jahr 2007 wurde ein neues Logo eingeführt, das das Schloss in abstrahierterer Form darstellt. Ungeachtet einer vergleichsweise breiten Kritik sowohl am neuen Logo als auch daran, wie dessen Einführung vermittelt wurde, wird es inzwischen als offizielles Logo der Universität Münster verwendet. Ab 2017 wurde im Logo nicht mehr der Name Westfälische Wilhelms-Universität Münster geführt, sondern die Kurzform WWU. Seit Oktober 2023 tritt die Universität in Folge der Umbenennung unter neuem Dienstsiegel und Logo auf.

## Organisation

### Gremien und Funktionen
Grundsätzliche Entscheidungen in Forschung und Lehre sowie Entscheidungen, die die Universität in ihrer Gesamtheit betreffen, werden von den zentralen Gremien Rektorat und Senat getroffen. Darüber hinaus ist der Senat als einziges direkt von den Mitgliedern der Universität gewähltes Organ zuständig für Verfassungsänderungen sowie für die Änderung von zentralen Ordnungen der Universität und wählt zusammen mit dem Hochschulrat den Rektor der Universität, die Prorektorinnen und Prorektoren sowie die Gleichstellungsbeauftragte der Hochschule. Die Amtszeit der Mitglieder des Senats beträgt zwei Jahre, die der studentischen Mitglieder ein Jahr.
Der Hochschulrat berät das Rektorat und übt die Aufsicht über das Rektorat in finanzieller Hinsicht aus. Ihm gehören interne und externe Mitglieder an, so zum Beispiel von 2008 bis 2018 der Nobelpreisträger Georg Bednorz.
Rektor ist seit dem 1. Oktober 2016 der Physiker Johannes Wessels. Er vertritt die Universität nach außen. Der Kanzler, seit März 2012 Matthias Schwarte, leitet die Verwaltung, ist Dienstvorgesetzter aller nicht-wissenschaftlichen Mitarbeiter und verantwortlich für den Haushalt.

### Studierendenvertretung
Die Vertretung der Studierenden obliegt der Studierendenschaft. Sie regelt ihre eigenen Angelegenheiten im Rahmen der studentischen Selbstverwaltung unabhängig und ist als Verfasste Studierendenschaft eine rechtsfähige Körperschaft des öffentlichen Rechts und Gliedkörperschaft der Hochschule. Organe dieser Selbstverwaltung sind unter anderem das Studierendenparlament, der Allgemeine Studierendenausschuss (AStA) und die Fachschaften.

### Finanzen
Der Etat belief sich im Jahr 2024 auf circa 845 Millionen Euro. An Drittmitteln wurden 2024 etwa 194,5 Millionen Euro (für insgesamt 15 Fachbereiche, inkl. Medizin) eingeworben. Zu den Drittmittelgebern zählen auch drei unselbstständige Stiftungen sowie die Universitätsgesellschaft Münster e. V.
Anfang 2012 wurde ein Verlust in Höhe von acht Millionen Euro für das Geschäftsjahr 2012 prognostiziert. Mitte des Jahres 2012 wurden diese Prognosen auf ein Defizit von zehn Millionen Euro korrigiert.
Beim Jahresabschluss 2012 stand überraschend ein Gewinn von 6,94 Millionen Euro zu Buche.
Grund hierfür war, dass die Universität lediglich drei von neun Millionen Euro des Hochschulpakts I an das Land zurückzahlen musste. Eine weitere Million ließ sich durch die Einrichtung eines Mahnwesens erwirtschaften. In den Folgejahren bis heute erwirtschaftete die Universität Münster ein ausgeglichenes Jahresergebnis bzw. einen geringen Jahresüberschuss.
Für das Sommersemester 2025 beträgt der Semesterbeitrag 320,17 Euro Darin ist der Beitrag für das Semesterticket enthalten. Studiengebühren müssen an der Universität Münster nicht gezahlt werden.

### Fakultäten und Fachbereiche

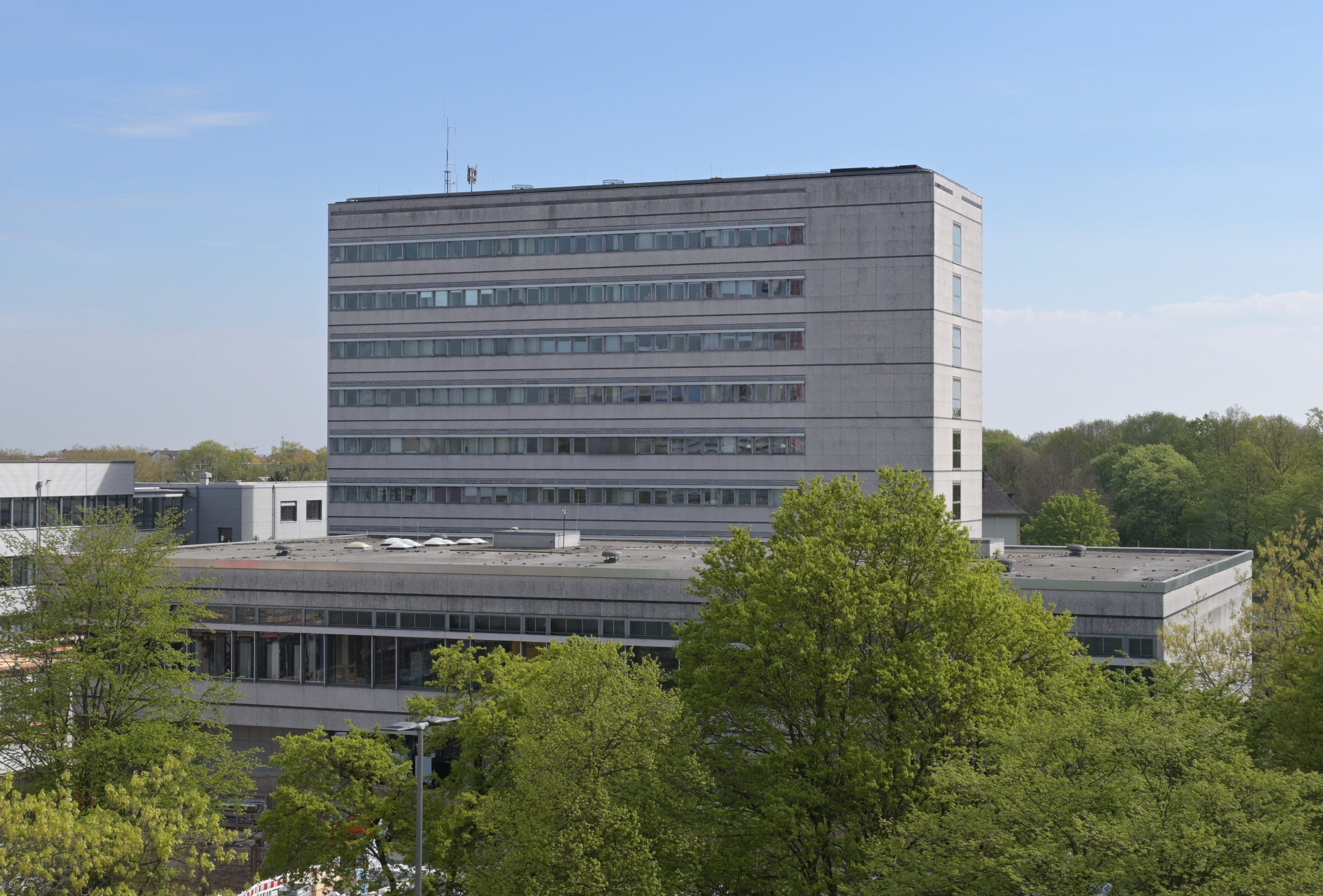
Hauptgebäude des Fachbereichs für Mathematik und Informatik mit Hörsaalgebäude im Vordergrund

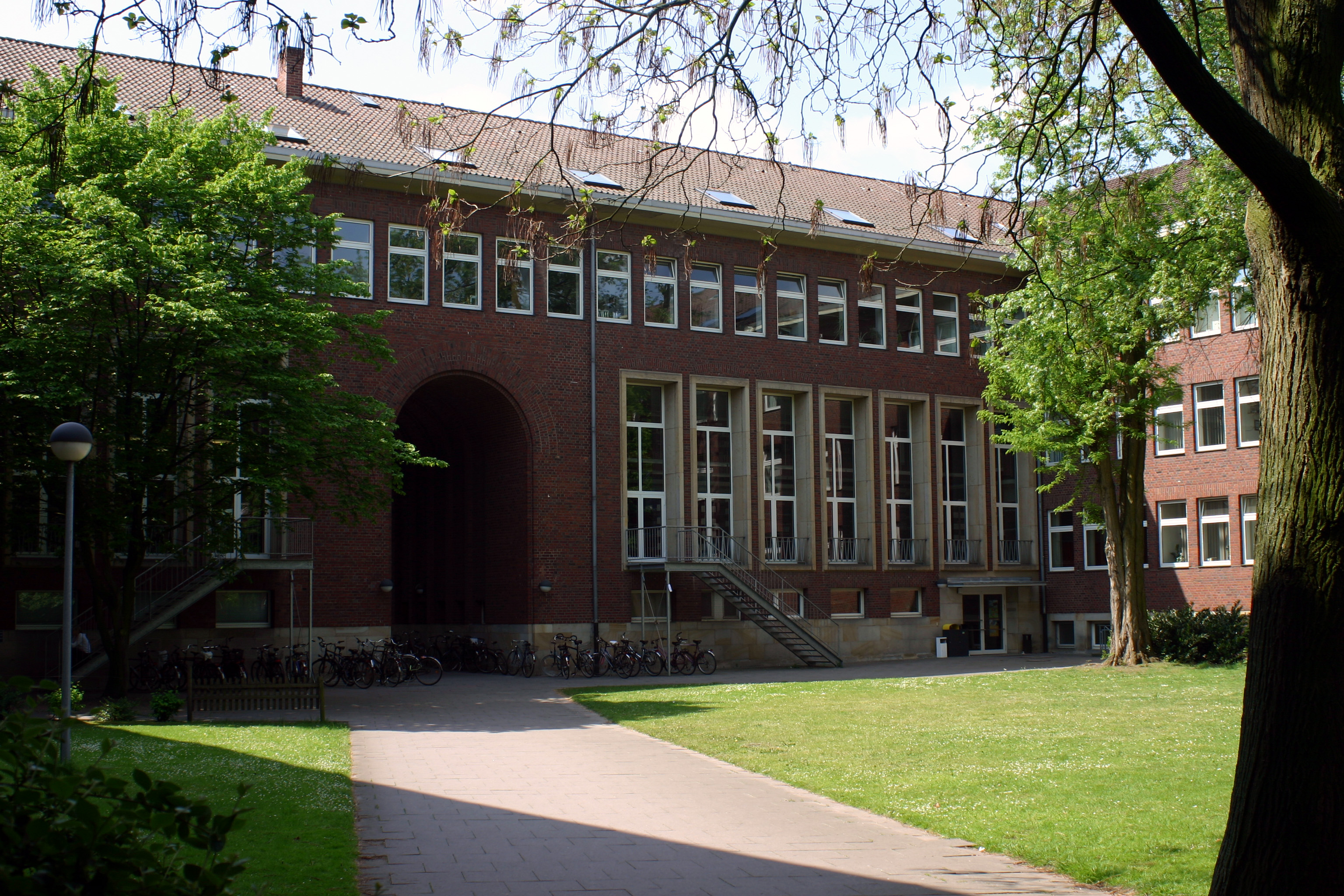
Innenhof des Juridicums

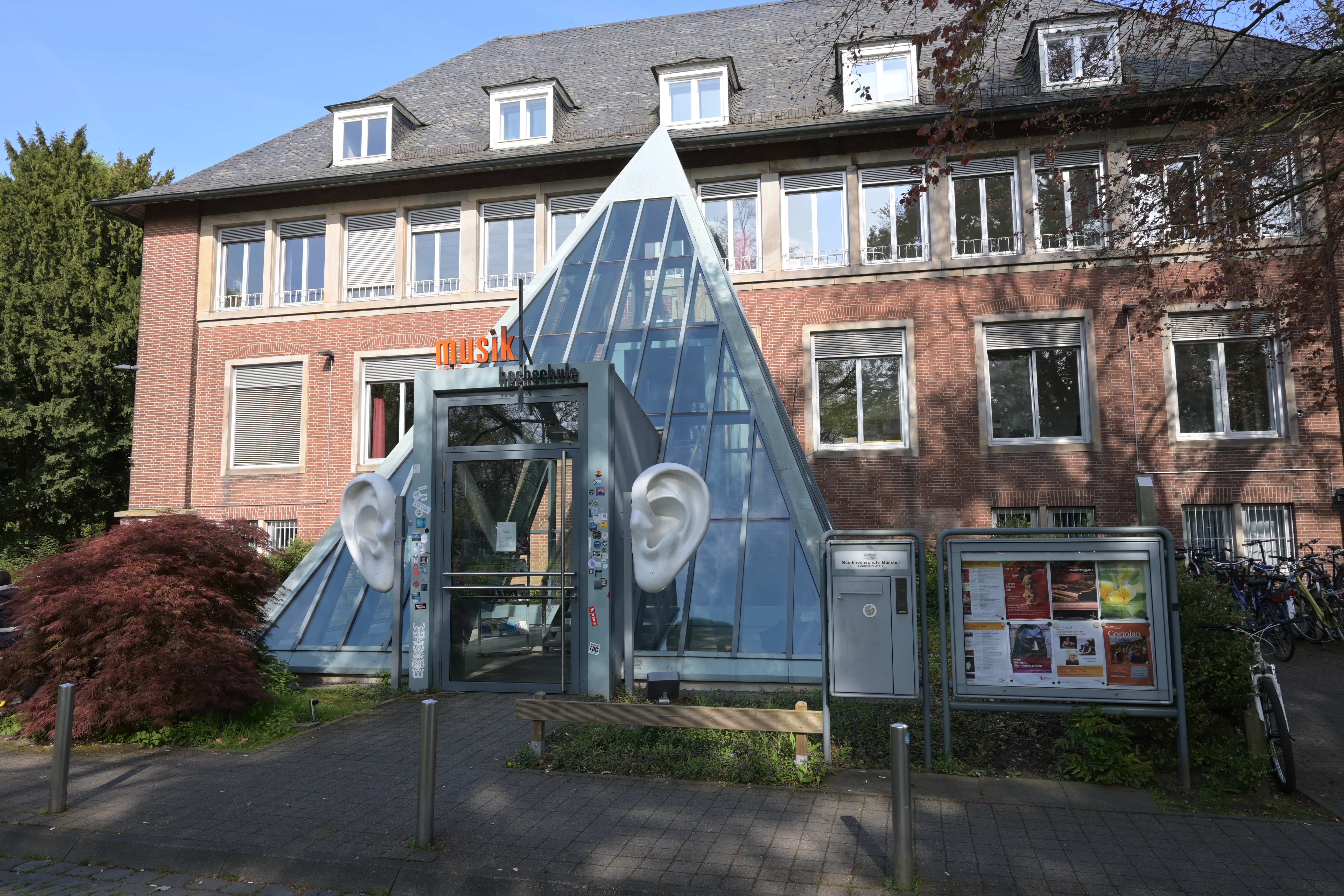
Eingang der Musikhochschule

Die Universität ist in 15 Fachbereiche gegliedert (Stand Wintersemester 2022/23):
- Fachbereich 1: Evangelisch-Theologische Fakultät an der Universitätsstraße
- Fachbereich 2: Katholisch-Theologische Fakultät Münster an der Johannisstraße sowie Institutionen in der Robert-Koch-Straße
- Fachbereich 3: Rechtswissenschaftliche Fakultät an der Universitätsstraße im Juridicum und der „Alten UB“ sowie ein Institut auf dem Leonardo-Campus
- Fachbereich 4: Wirtschaftswissenschaftliche Fakultät an der Universitätsstraße im Juridicum, am Stadtgraben und teilweise auf dem Leonardo-Campus
- Fachbereich 5: Medizinische Fakultät an der Domagkstraße
- Fachbereich 6: Erziehungswissenschaft und Sozialwissenschaften an der Georgskommende und der Scharnhorststraße
- Fachbereich 7: Psychologie und Sportwissenschaft an der Fliednerstraße und am Horstmarer Landweg
- Fachbereich 8: Geschichte/Philosophie am Domplatz
- Fachbereich 9: Philologie an der Schlaunstraße
- Fachbereich 10: Mathematik und Informatik an der Einsteinstraße
- Fachbereich 11: Physik an der Wilhelm-Klemm-Straße
- Fachbereich 12: Chemie und Pharmazie an der Wilhelm-Klemm-Straße und der Corrensstraße
- Fachbereich 13: Biologie am Schlossplatz
- Fachbereich 14: Geowissenschaften an der Heisenbergstraße
- Fachbereich 15: Musikhochschule an der Schorlemerstraße

### Bibliotheken
Die Universitäts- und Landesbibliothek Münster (ULB) versorgt Forschung, Lehre und Studium ihrer Universität mit Literatur und Information. Die ULB steht Studierenden und Mitarbeitern der Universität Münster und anderer Hochschulen Münsters und den Einwohnern der Stadt und der Region zur Verfügung. Als Landesbibliothek beschafft, erschließt und bewahrt sie Literatur und Information aus und über Westfalen und unterstützt Forschung, Arbeit und Bildung in der Region.
Das gesamte Bibliothekssystem der Universität Münster setzt sich – neben der ULB mit ihren Zweigbibliotheken Erziehungswissenschaft, Medizin, Sozialwissenschaften und der Bibliothek im Haus der Niederlande – aus weiteren 83 Fachbibliotheken (Stand: 2019) an den Fachbereichen und Fakultäten zusammen. Insgesamt umfasst der Gesamtbestand an der Universität Münster fast 9,7 Millionen digitale wie analoge Medieneinheiten.

### Externe Gebäude
Die Universität besitzt Gebäude außerhalb von Münster, die als Tagungsstätten vorwiegend für Seminare oder Forschungkolloquien genutzt werden. Das Haus Rothenberge bei Wettringen wird von der Erich-Kummer-Stiftung unterhalten. Die „Zafernahütte“ im Kleinwalsertal in Österreich wird seit 50 Jahren genutzt. Fast ebenso lange im Besitz der Universität ist die Wattstation Carolinensiel, die überwiegend von Biologen genutzt wird.

### Informationsverarbeitung
Das Rechenzentrum wurde 1964 gegründet. Im Jahr 1996 wurde es umorganisiert und in Zentrum für Informationsverarbeitung (ZIV) umbenannt. In den Fachbereichen wurden zehn dezentrale EDV-Versorgungseinheiten (interne Bezeichnung IVVen) eingerichtet. 2020 wurde das ZIV mit der Verwaltungs-IT (Stabsstelle IT und Prozessentwicklung) zur WWU IT fusioniert, die seit Umbenennung der Universität Münster im Oktober 2023 unter dem Namen CIT auftritt.
Die Aufgaben des CIT umfassen Planung, Installation, Betrieb und Wartung der universitären EDV- und Kommunikationstechnik einschließlich zentralen Hochleistungsrechnern sowie die betriebsfachliche Aufsicht aller Datenverarbeitungsanlagen der Universität.
Das CIT betreibt zudem das „Wissenschaftsnetz Münster“ für die Vernetzung mit der FH Münster, der Kunstakademie Münster und dem Max-Planck-Institut für molekulare Biomedizin.
Es kooperiert mit dem Verein zur Förderung eines Deutschen Forschungsnetzes, dem Arbeitskreis der Leiter wissenschaftlicher Rechenzentren in NRW, den Zentren für Kommunikation und Informationsverarbeitung, der Deutschen Initiative für Netzwerkinformation und dem Ressourcenverbund NRW. Darüber hinaus ist das CIT federführend bei sciebo, einem von rund 30 Hochschulen in NRW gemeinsam betriebenen Cloudspeicherdienst für Forschung und Lehre.

## Forschungsschwerpunkte
Die Universität Münster betreibt in zahlreichen Forschungsfeldern international renommierte Spitzenforschung – etwa in der Verbundforschung in den Geistes- und Kulturwissenschaften, in der Evolutionsforschung, in Chemie und Physik sowie in der Mathematik. Neun Leibniz-Preisträger arbeiteten im Jahr 2024 in Münster. 13 laufende Grants des Europäischen Forschungsrats (ERC – Starting, Consolidator und Advanced) unterstreichen das Niveau der Forschung. Die Universität Münster ist Sprecheruniversität in acht DFG-Sonderforschungsbereichen. Neben weiteren Förderprojekten mit DFG-Finanzierung wächst der Anteil an Programmen, die aus Bundes- und EU-Mitteln oder über Stiftungen gefördert werden.

### Deutsche Forschungsgemeinschaft
Bei den von der Deutschen Forschungsgemeinschaft DFG finanzierten Sonderforschungsbereichen werden unter anderem Immunzellen und pathogene Erreger an Zell- / Matrix-Barrieren erforscht, in der Mathematik geht es um Geometrie: Deformationen und Rigidität. In der Medizin und den Naturwissenschaften wird an Neutrophilen Granulozyten, Intelligenter Materie, der Darstellung organspezifischer Entzündung durch multiskalige Bildgebung, Dynamischen zelluläre Grenzflächen und Initiierungs, Effektor- und Regulationsmechanismen bei Multipler Sklerose geforscht. Die Planetologen sind federführend beim Sonderforschungsbereich Späte Akkretion auf terrestrischen Planeten.
Als Schwerpunktprogramme der Deutschen Forschungsgemeinschaft werden Molekulares maschinelles Lernen (Chemie), Die genomischen Grundlagen evolutionärer Innovationen (Biologie) und Dynamische Benetzung flexibler, adaptiver und schaltbarer Oberflächen (Chemie/Physik) gefördert.
In den Nachwuchsgruppen werden die Wissenschaftler unmittelbar nach der Promotion mit dem Ziel betreut, die Voraussetzungen für eine Lehrtätigkeit an einer Hochschule zu erlangen. In der Politikwissenschaft geht es um Europäische Zivilgesellschaft und Multilevel Governance. In der Psychologie gibt es eine zu Kodierung und Verarbeitung visueller Bewegungsinformation. Die Mathematik-Nachwuchsgruppe beschäftigt sich mit Alexandrov geometry and its applications. Die Historiker beschäftigen sich mit Familienwerten im gesellschaftlichen Wandel und Norm und Narration in antiken Gesellschaften. Gemeinsam mit dem Max-Planck-Institut für Plasmaphysik wird die Gruppe Theory and ab-initio simulation of plasma turbulence betrieben.

### Naturwissenschaften

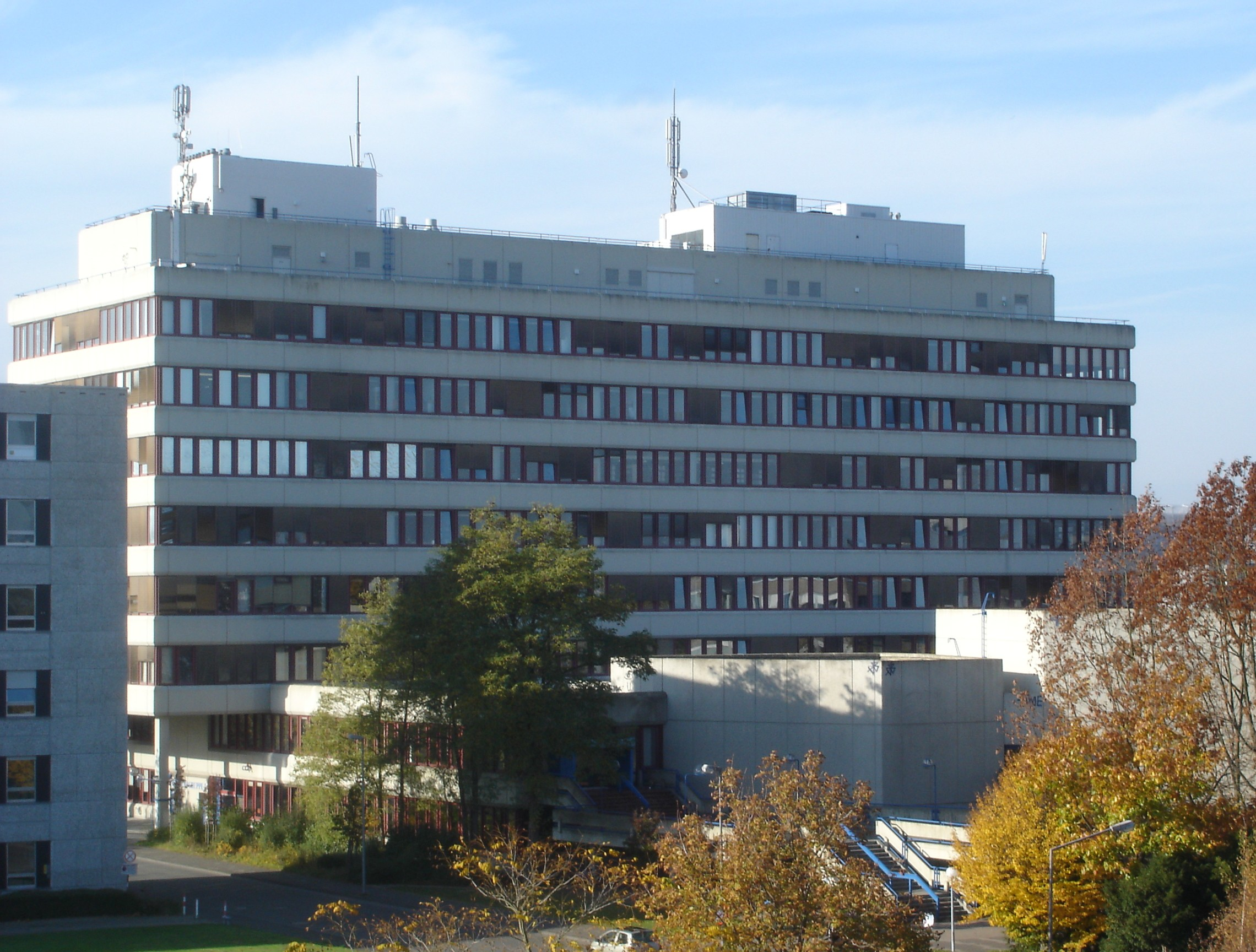
Hauptgebäude des Fachbereichs Physik

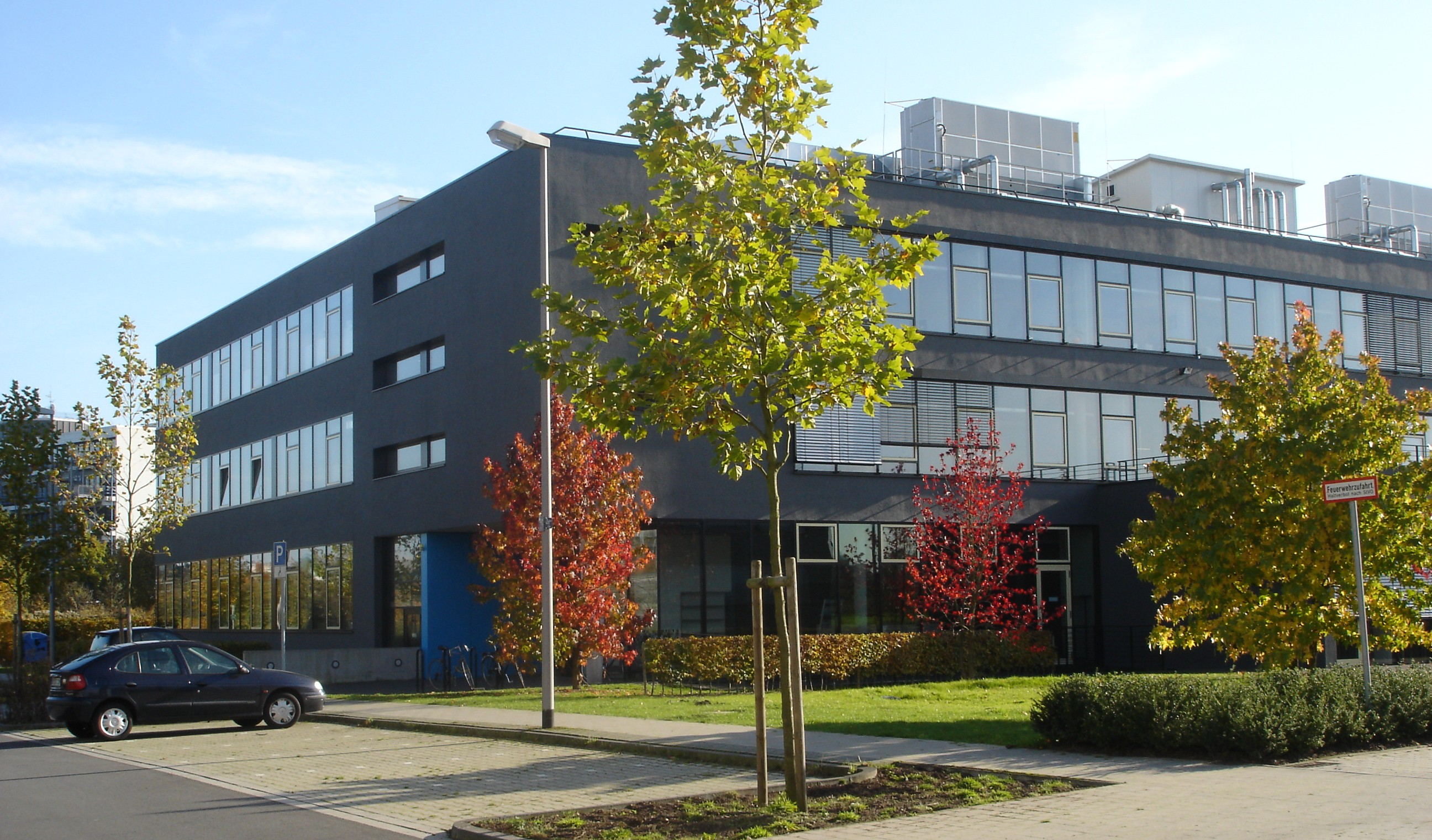
Das Center for Nanotechnology Münster (CeNTech) in der Heisenbergstraße

Am Fachbereich Chemie der Universität existiert das erste deutsch-japanische Graduiertenkolleg mit dem Thema Complex Functional Systems in Chemistry: Design, Development and Applications. Das deutsch-niederländische Graduiertenkolleg zu dem Thema Erzeugung von supramolekularen Hohlräumen – Containermoleküle, Makrozyklen und verwandte Verbindungen wird durch die Fachbereiche Physik und Chemie unterstützt, während das der Biologie und Medizin Molekulare Grundlagen dynamischer zellulärer Prozesse erforscht.
Weitere Kollegs gibt es im traditionell sehr forschungsstarken Bereich der Mathematik mit interdisziplinärer Verbindung zur Physik zum Thema Analytische Topologie und Metageometrie. In der Mathematik sind zwei Max-Planck-Preisträger und fünf Träger des Gottfried Wilhelm Leibniz-Preises tätig.
Am Graduiertenkolleg Molekulare Interaktionen von Pathogenen mit biotischen und abiotischen Oberflächen sind die Fachbereiche Biologie, Chemie und Medizin beteiligt. Die Physik hingegen ist zusammen mit europäischen Spitzenhochschulen Teil des europäischen Graduiertenkollegs FANTOM (International Research School for Fundamental and Applied Nuclear and aTOMic physics). Außerdem hat sie zusammen mit der Chemie eine Beteiligung an CeNTech. Zusammen mit dem Max-Planck-Institut für molekulare Biomedizin werden internationale Master- und Promotionsstudiengänge angeboten.
Das Institut für Geoinformatik führt gemeinsam mit der Universität Bremen und der University at Buffalo das internationale Graduiertenkolleg „Semantische Integration raumbezogener Information“ durch.
Das Institut für Planetologie (IfP) ist an Weltraummissionen der Europäischen Weltraumorganisation und des Deutschen Zentrums für Luft- und Raumfahrt beteiligt. Dabei wird es mit mehreren Millionen Euro zur Erforschung des Planeten Merkur im Rahmen von BepiColombo und MERTIS gefördert. Ihm obliegt zugleich die Projektleitung.
Die im Jahre 2001 an der Universität Münster gegründete International Graduate School of Chemistry (NRW Graduate School) ermöglicht ein Promotionsstudium mit PhD-Abschluss innerhalb von drei Jahren.
2009 wurde das Batterieforschungszentrum Münster Electrochemical Energy Technology (MEET) gegründet. Bei den eingeworbenen Drittmitteln ist das MEET mit rund 50 Millionen (Stand 2014) innerhalb der Universität führend.

### Mathematik
Der Exzellenzcluster „Mathematik Münster“ verfolgt integrierte Ansätze, um grundlegende Probleme in verschiedenen mathematischen Disziplinen zu lösen. Es fördert gezielt die Entwicklungen mathematischer Methoden, die zu interdisziplinären wissenschaftlichen Durchbrüchen führen.

### Geistes- und Gesellschaftswissenschaften
Im Exzellenzcluster „Religion und Politik“ untersuchen Historiker, Theologen, Juristen, Sozial- und Literaturwissenschaftler das Verhältnis von Religion und Politik von der vorchristlichen Antike bis zur Gegenwart.
Die Graduate School of Politics wurde 2005 im Fachbereich Politikwissenschaft gegründet und ermöglicht ein Promotionsstudium in drei Jahren. Die Graduate School Practices of Literature wird gemeinsam von den Philologien getragen.
Am Institut für Kommunikationswissenschaft (IfK) wurde eine Graduate School of Communication Science (GSCS) eingerichtet. Das Institut wurde 1919 als Lektorat für Pressekunde gegründet und ist nach eigenen Angaben das älteste kommunikationswissenschaftliche Institut in Nordrhein-Westfalen und das zweitälteste Institut dieser Art in der Bundesrepublik.
Das Centrum für religionsbezogene Studien beschäftigt sich mit interreligiösen und interkulturellen Fragestellungen im Christentum, Judentum und Islam. Mit interreligiösen und interkulturellen Fragestellungen beschäftigt sich das Centrum für Geschichte und Kultur des östlichen Mittelmeerraumes. Daneben existieren Sonderforschungs- und Graduiertenkollegs in diesem Bereich.
Das Centrum für Rhetorik bündelt die Bereiche Rhetorik, Kommunikation und Theaterpraxis der Germanistik.

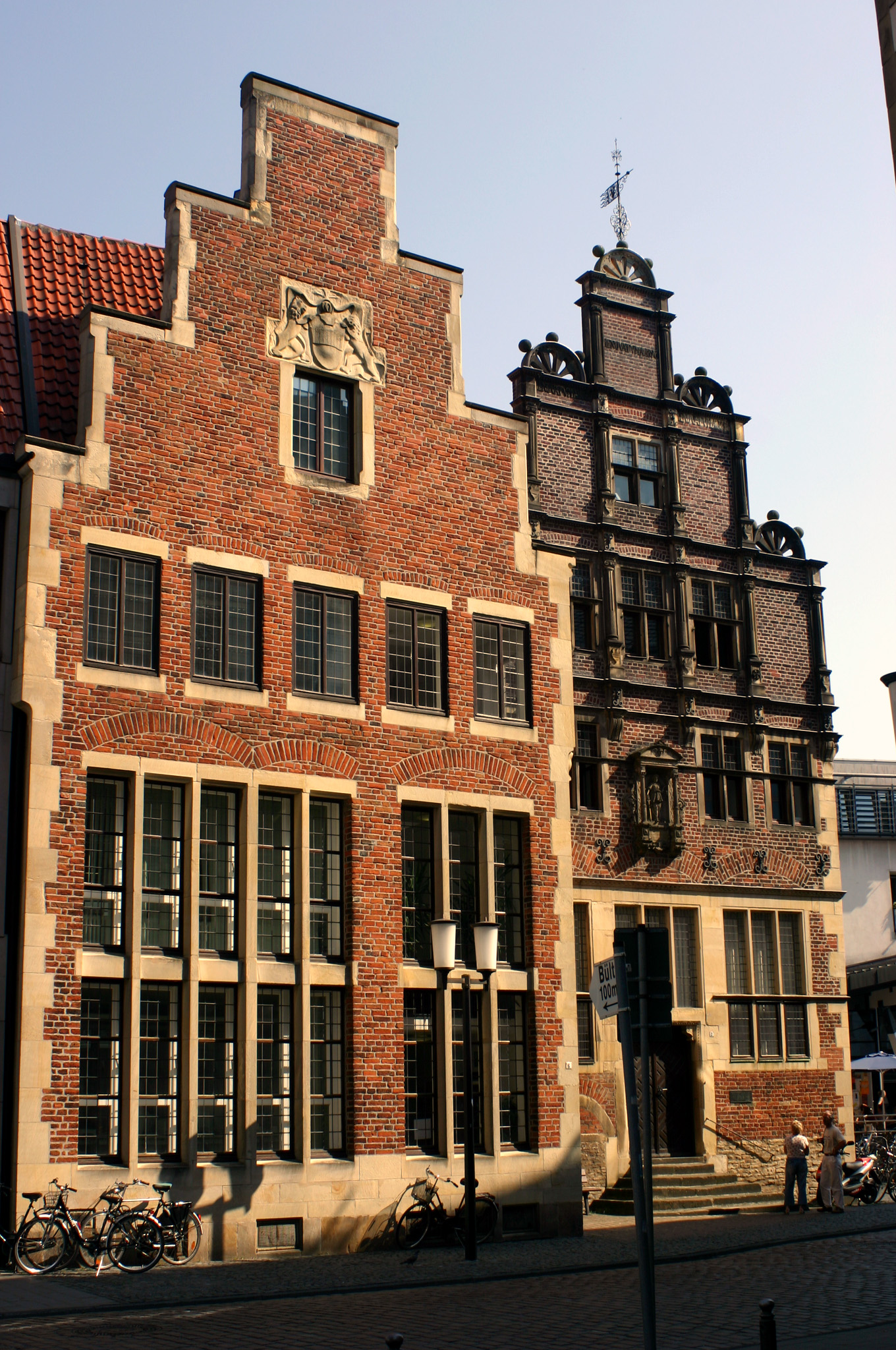
Das Haus der Niederlande (rechts)

Die Universität Münster verfügt über mehrere eigene Forschungszentren, so zum Beispiel das Zentrum für Niederlande-Studien im Haus der Niederlande, das sich fächerübergreifend den Niederlanden und Flandern widmet. Zu dem Zentrum gehört das mittlerweile abgeschlossene Graduiertenkolleg „Zivilgesellschaftliche Verständigungsprozesse vom 19. Jahrhundert bis zur Gegenwart. Deutschland und die Niederlande im Vergleich“.
Am Seminar für Alte Geschichte und Institut für Epigraphik ist die Forschungsstelle Asia Minor ansässig, die das antike Kleinasien erforscht.
Das Internationale Centrum für Begabungsforschung ist eine interdisziplinäre (erziehungswissenschaftliche, soziologische und psychologische) Forschungseinrichtung in Kooperation mit der Katholischen Radboud-Universität Nijmegen mit Standort in Münster. Forschungsschwerpunkte sind die Lehreraus- und -weiterbildung sowie Begabtenförderung und -forschung.

### Medizin
Im Bereich der Medizin besteht eine Verzahnung mit dem Universitätsklinikum Münster. Die Deutsche Forschungsgemeinschaft finanziert hier vier Sonderforschungsbereiche. Daneben bestehen Kooperationen mit der Max-Planck-Gesellschaft, die im Jahre 2001 in Münster ein Max-Planck-Institut für molekulare Biomedizin angesiedelt hat. Das als Leibniz-Institut der Universität angegliederte Leibniz-Institut für Arterioskleroseforschung (LIFA) wurde 2014 geschlossen. Außerdem existiert noch das Zentrum für Molekularbiologie der Entzündung (ZMBE). Ein akademisches Lehrkrankenhaus der Universität Münster ist unter anderem das Sankt-Elisabeth-Hospital Gütersloh.
2014 geriet die Fakultät ins Licht der Plagiatsuntersuchungen durch die Plattform VroniPlag. Dabei wurden unter anderem Fälle bekannt, in denen Dissertationen mehrfach zu großen Teilen bis nahezu vollständig abgeschrieben wurden.

### Rechtswissenschaften
Das Institut für Informations-, Telekommunikations- und Medienrecht verknüpft rechtswissenschaftliche Forschung interdisziplinär mit Elementen der Kommunikationswissenschaft und Wirtschaftsinformatik. Daneben existieren mehrere rechtswissenschaftliche Zentren wie das Centre for European Private Law (CEP) oder das Zentrum für Außenwirtschaftsrecht. Weiterhin wurden mehrere Forschungsstellen eingerichtet wie die Forschungsstelle für Bankrecht, Versicherungswesen, Gewerblicher Rechtsschutz, das Europäische Forum für Außenwirtschaft, Verbrauchsteuern und Zoll, die Münsterische Sozialrechtsvereinigung, das An-Institut für Zoll- und Außenwirtschaftsrecht, das An-Institut der Gesellschaft für Rechtsphilosophische Forschung und die Forschungsstelle für Anwaltsrecht. Außerdem besteht die Möglichkeit eines Nebenstudiums im Rahmen der Fachspezifischen Fremdsprachenausbildung. In dieser erwerben die Studierenden Kenntnisse im ausländischen Recht in englischer, französischer und spanischer Sprache.

### Wirtschaftswissenschaften

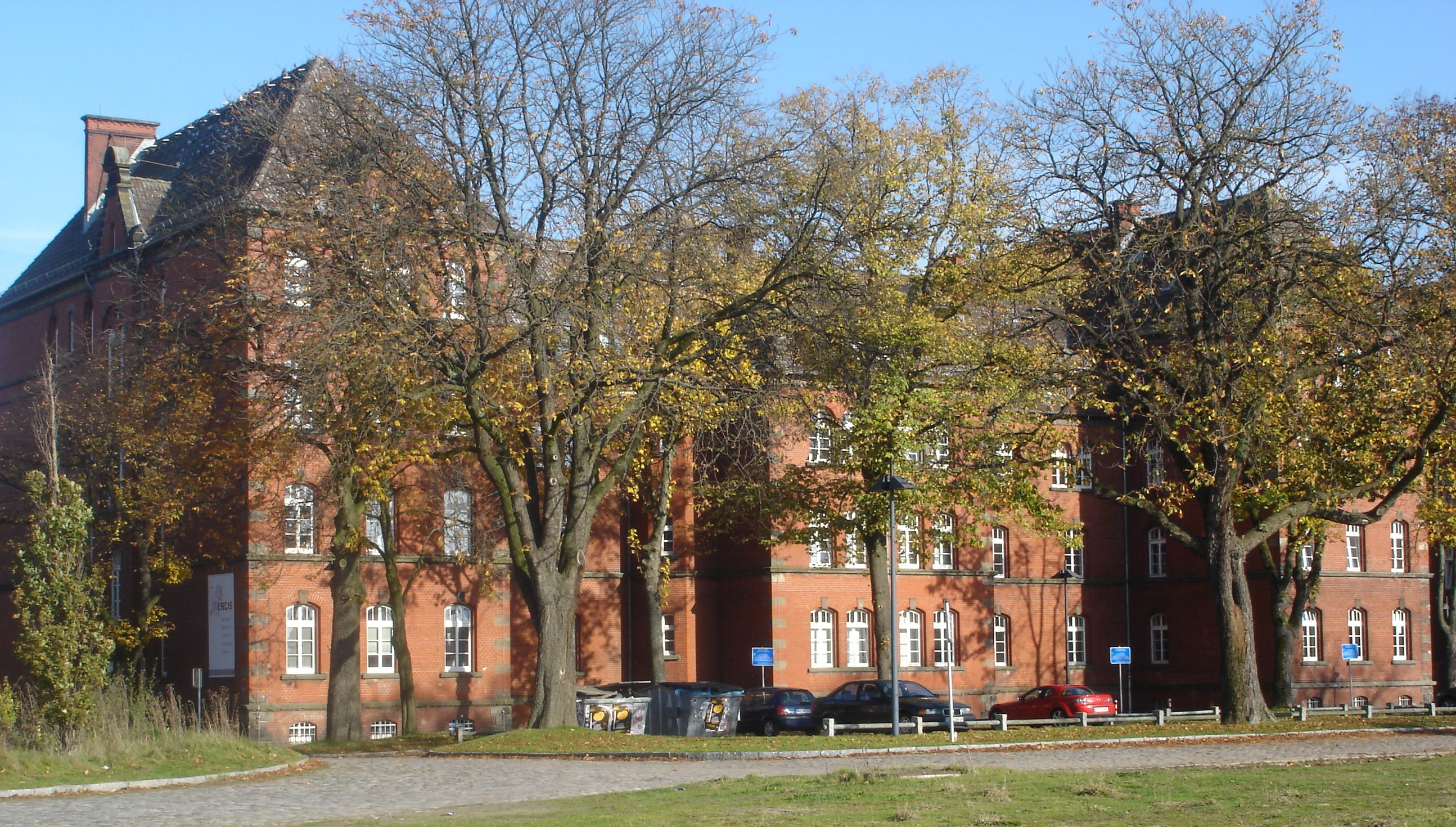
Das Gebäude des European Research Center for Information Systems auf dem Leonardo-Campus

Die Forschung in der Betriebswirtschaftslehre ist organisatorisch in vier Center untergliedert: das Accounting Center Münster (ACM), das Finance Center Münster (FCM), das Marketing Center Münster (MCM) und das Centrum für Management (CfM), unter denen jeweils mehrere Lehrstühle und Institute zusammenarbeiten. Das Accounting Center Münster behandelt Fragen der externen und internen Rechnungslegung, der Prüfung und der Unternehmensbesteuerung. Im Mittelpunkt des Finance Center Münster stehen Fragen der Bank- und Finanzwirtschaft. Inhaltliche Schwerpunkte sind Unternehmensfinanzierung, Kreditrisiken, Anlageentscheidungen inklusive der Altersvorsorge, die Bewertung von Vermögensgegenständen und speziell Vermögenspreisblasen. Das Marketing Center Münster befasst sich mit Fragen der marktorientierten Unternehmensführung. Dabei spielen Themen wie Customer Relationship Management, Value-Based Marketing, Verkaufs- und Vertriebsmanagement, Direktmarketing, Medien- und digitales Marketing und Investitionsgütermarketing eine wesentliche Rolle. Das Centrum für Management setzt den Fokus auf General-Management-Komponenten wie Organisation, Innovation und strategisches Management.
Die volkswirtschaftliche Forschung ist nach ihrem methodischen Kern in ursprünglich drei und heute zwei Centern organisiert, dem Münster Center for Economic Policy (MEP) und dem Center for Quantitative Economics (CQE). Auch sie bündeln die Arbeit mehrerer Lehrstühle und Institute. Inhaltlich sind Verhaltensökonomik, Finanzwissenschaft, Innovationsökonomik, Internationale Wirtschaftsbeziehungen, Monetäre Ökonomik, Theorie und Empirie internationaler Finanzmärkte, Ökonomik der Unternehmenskooperation, Digital Economics, Verkehrswirtschaftslehre, Energiewirtschaftslehre, Regional- und Immobilienökonomik sowie Quantitative Wirtschaftsgeschichte als Forschungsschwerpunkte hervorzuheben.
Das Institut für Wirtschaftsinformatik, bestehend aus mehreren Lehrstühlen, stellt das Direktorium des europäischen Forschungsnetzwerks „European Research Center for Information Systems (ERCIS)“. Die Forschungsschwerpunkte des Instituts umfassen Industrieinformatik, Logistik, Handelsinformationssysteme, Investitionscontrolling, E-Learning, Internetökonomie, Interorganisationssysteme und Web 2.0.
Das Centrum für Interdisziplinäre Wirtschaftsforschung (CIW) hat sich auf die interdisziplinäre Arbeit über die Grenzen der Wirtschaftswissenschaft hinaus spezialisiert. Es wird auf der Basis ökonomischer Methodik in einem breiten wirtschafts- und sozialwissenschaftlichen Anwendungsfeld geforscht, zu dem unter anderem die ökonomische Bildung, die moderne politische Ökonomik sowie die Organisationsökonomik gehören.
Im Jahr 2019 beging der Fachbereich sein 50-jähriges Jubiläum.

### Interdisziplinäre Forschungszweige
Im Jahr 2000 wurde mit Mitteln aus der Industrie das Institut für betriebswirtschaftliches Management im Fachbereich Chemie und Pharmazie gegründet. Es vertritt das interdisziplinäre Fachgebiet der Wirtschaftschemie und bündelt nach eigenen Angaben Kompetenzen aus den Bereichen Chemie, Management und Technologie, um ökonomische und ökologische Problemstellungen in der chemischen Industrie zu untersuchen. Zu den Forschungsschwerpunkten des Instituts gehören u. a. Nachhaltigkeit und Kreislaufwirtschaft, Innovations- und Technologiemanagement und elektrochemische Energiespeichertechnik.
Das 2006 gegründete Zentrum für Wissenschaftstheorie (ZfW) fördert die inhaltliche Vernetzung von Naturwissenschaften und Geisteswissenschaften. Mit Stand von 2020 sind 13 Fachbereiche der Universität am ZfW beteiligt.
Das Center for Nonlinear Science (CeNos) ist ein interdisziplinäres Zentrum der Mathematik, Physik, Chemie, Pharmazie und Wirtschaftswissenschaften. Es beschäftigt sich mit nicht-linearen komplexen Systemen. Es ist aus DFG-Sonderforschungsbereichen und Graduiertenkollegs entstanden und soll diese um eine Graduate School und Sonderforschungsbereiche sowie Graduiertenkollegs erweitern.
Im Cells in Motion (CiM) Interfaculty Centre schließen sich Wissenschaftlerinnen und Wissenschaftler aus Medizin, Biologie, Chemie, Pharmazie, Mathematik, Informatik und Physik zusammen, die gemeinsam an einem großen Thema arbeiten: Sie erforschen, wie sich Zellen in Organismen verhalten. Dafür nutzen und entwickeln sie innovative Methoden der Bildgebung. Der Verbund vernetzt und unterstützt Forschende in diesem Gebiet als zentrale und fakultätsübergreifende wissenschaftliche Einrichtung.
Das Interdisziplinäre Centrum für Elektronenmikroskopie und Mikroanalyse (ICEM) macht Grundlagenforschung im Bereich der Geowissenschaften.
Die Münster Nanofabrication Facility beschäftigt sich mit Grundlagenforschung zur Nanotechnologie.
Das Zentrum für interdisziplinäre Nachhaltigkeitsforschung ist eine Einrichtung, die sich der Untersuchung und Förderung von Nachhaltigkeit aus verschiedenen disziplinären Perspektiven widmet. Es fördert interdisziplinäre Ansätze, um komplexe Herausforderungen im Zusammenhang mit ökologischen, sozialen und wirtschaftlichen Aspekten der Nachhaltigkeit zu adressieren.

### Sonstige Forschungsbereiche
Das Netzwerk Wasser ist ein im Jahre 2004 gegründeter Zusammenschluss von Forschenden und Lehrenden der Universität Münster und der Fachhochschule Münster, die sich mit dem Thema Wasser interdisziplinär beschäftigen. Aktuell gehören dem Netzwerk mehr als 30 Arbeitsgruppen an.

### Kooperationen und Partnerschaften

#### An-Institute
- Akademie für Manuelle Medizin
- Centrum für Krankenhaus-Management
- Ehrenpreis-Institut für Swift-Studien
- Freiherr-vom-Stein-Institut
- Institut für Angewandte Informatik
- Institut für Psychologische Psychotherapieausbildung
- Institut für Rechtsphilosophische Forschung
- Institut für vergleichende Städtegeschichte
- Institut für Westfälische Kirchengeschichte
- Institut für Zoll- und Außenwirtschaftsrecht
- Willibald Gebhardt Institut
- Zentralinstitut für Raumplanung.

#### Kooperationen
Zudem verfolgt die Universität Münster enge Kooperationen mit dem Max-Planck-Institut (MPI) für molekulare Biomedizin und dem Helmholtz-Institut Münster: Ionenleiter für Energiespeicher.

## Europäische Abschlüsse
Ab dem Jahr 1999 setzte die Universität den „Bologna-Prozess“ mit dem Ziel europaweit vergleichbarer Hochschulabschlüsse um und richtete schrittweise Bachelor-, Master- und Ph.D.-Abschlüsse ein. Neue Studiengänge wurden mit einer Zulassungsbeschränkung belegt.
Bis zum Wintersemester 2006/2007 waren nahezu sämtliche Studiengänge an der Universität Münster umgestellt. Ausnahmen sind, wie auch bundesweit, die Staatsexamen in Medizin, Pharmazie und Rechtswissenschaft. Seit 2007 werden einzelne Studiengänge komplett in Englisch angeboten. Andere Studiengänge enthalten einzelne Vorlesungen, Seminare oder Abschlussarbeiten in Englisch.

## Preise und Stipendien
Die Universität vergibt selber oder in Zusammenarbeit mit Firmen Preise an Studierende oder Wissenschaftsnachwuchs. Folgende Preise werden jährlich oder pro Semester vergeben:
- Der Förderpreis der Universitätsgesellschaft Münster e. V.: 10.000 Euro für besonders herausragende Forschungsleistungen des akademischen Nachwuchses der Universität Münster
- Dissertationspreise: je 3.500 Euro für herausragende Dissertationen an der Universität Münster. Für jede Fakultät (abgesehen von den theologischen, die den Dissertationspreis jeweils abwechselnd vergeben) wird die jahresbeste Dissertation ausgewählt.
- Studierendenpreis: 7.500 Euro für außergewöhnliches soziales Engagement von Studierenden
- Förderpreis des Instituts für Politikwissenschaft für die drei besten Abschlussarbeiten (1. Platz 300 Euro, 2. Platz 200 Euro, 3. Platz 100 Euro) am Institut für Politikwissenschaft
- Ludwig-Mülhaupt-Preis: 1000 Euro für herausragende Leistungen in einem Semester an der Wirtschaftswissenschaftlichen Fakultät
- Harry-Westermann-Preis zur Förderung des wissenschaftlichen Nachwuchses der Rechtswissenschaftlichen Fakultät der Universität Münster (wird seit 1990 verliehen)
- Andreas-Dombret-Preis für eine herausragende Dissertation, die Wissenschaft und Praxis verbindet, an der Wirtschaftswissenschaftlichen Fakultät
- Infineon-Master-Award: 2000 Euro für die beste Diplom- oder Master-Arbeit eines Semesters im Fachbereich Physik (seit April 2007)[91]

Alle zwei Jahre werden folgende Preise vergeben:
- Lehrpreis: 30.000 Euro an einen Dozenten für herausragende und beispielhafte Leistungen auf dem Gebiet der Lehre
- Forschungspreis: 30.000 Euro an einen Wissenschaftler für exzellente, international anerkannte und aktuelle Leistungen
- Gleichstellungspreis: 20.000 Euro für herausragende Projekte und Maßnahmen, um die Gleichstellung von Frauen und Männern zu fördern
- Ernst-Hellmut-Vits-Preis (von der Universitätsgesellschaft Münster e. V. vergeben): 20.000 Euro für einen hervorragenden wissenschaftlichen Beitrag, durch den „Wege zur geistigen und materiellen Verbesserung des Lebens in der von Wissenschaft und Technik bestimmten Welt gewiesen werden“
- Diversity-Preis: 20.000 Euro für Projekte und Maßnahmen, eine chancengerechte und diskriminierungsfreie Campus- und Organisationskultur auszubauen

## Rankings
Im Shanghai-Ranking 2024 gehört die Universität Münster zu den 150 bis 200 besten Universitäten weltweit. Damit steht sie in Deutschland in der Ranggruppe 6-11. Mit dem Platz 188 im internationalen Vergleich erhält die Universität im Times Higher Education Ranking von 2025 eine ähnlich starke Bewertung. Im QS World University Ranking 2024 schneidet sie mit dem Platz 367 hingegen deutlich schwächer ab. Zudem verschlechtert sich die Universität in den letzten Jahren deutlich. Im Jahr 2014 konnte sie noch Platz 236 erreichen.

## Kritik

### Namensgebung

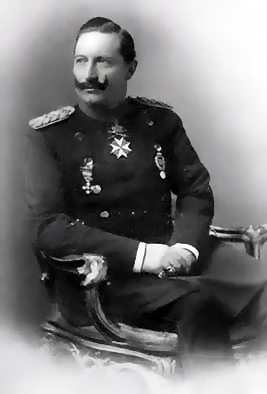
Wilhelm II., ehemaliger Namensgeber der Universität Münster

Immer wieder gab es Diskussionen über die Namensgebung nach Kaiser Wilhelm II., so zum Beispiel 2018. 2017 war im Logo der volle Name durch die Kurzform WWU Münster ersetzt worden. Dies war jedoch keine explizite Reaktion auf die Namensgeber-Debatte.
Im Mai 2020 erklärte der Senat der Universität, dass die Universität eine „kritische, öffentliche Auseinandersetzung mit ihrem Namensgeber“ befördern solle. In einem Forschungsbericht vom Januar 2023 konnten dem Namensgeber keine großen Beziehungen zur Universität nachgewiesen werden. Wilhelm II. sei zwar einmal in Münster zu Gast gewesen, die Universität habe er aber nie besucht. Zwischen 1929 und 1952 habe die Universität zudem offiziell gar nicht Wilhelms Namen getragen. Warum sich die Uni 1952 dann zurückbenannte, sei bislang nicht eindeutig geklärt. Der Senat beschloss am 5. April 2023 fast einstimmig die Umbenennung in „Universität Münster“.

### Tierversuche
In der medizinischen Fakultät wurden in einer nicht genehmigten Anlage illegal Versuchsmäuse gehalten. Nach einem anonymen Hinweis im Jahr 2017 schaltete die Universität das Veterinäramt der Stadt Münster ein, die daraufhin die Anlage schloss. Sechs Tiere wurden aufgrund ihres Gesundheitszustandes eingeschläfert, die restlichen Tiere wurden beschlagnahmt. Vonseiten der Universität wurden Konsequenzen angekündigt, sobald die Verantwortlichen bekannt seien.

## Angebote

### Medienangebote
Das Hochschulradio für alle münsterschen Hochschulen ist Radio Q. Die Studierendenzeitung der Stadt heißt Semesterspiegel und erscheint sieben Mal jährlich in einer Auflage von 3.500 Exemplaren. Die offizielle Zeitung der Westfälischen Wilhelms-Universität wissen | leben erscheint acht Mal im Jahr mit einer Auflage von 9.000 Exemplaren (2023). Sie richtet sich an Hochschulangehörige, Alumni, Förderer und Interessierte.
Ungefähr einmal im Monat veröffentlicht die Universität eine Folge des „Umdenken“-Podcasts, in dem Wissenschaftlerinnen und Wissenschaftler aus verschiedenen Disziplinen zu Wort kommen. Zudem erscheinen einmal im Jahr die Jahresporträts „Zwölf Monate, zwölf Menschen“. Mit der Publikation stellt die Universität zwölf herausragende Universitätsangehörige des vergangenen Jahres vor.

### Begleitangebote für Studierende
Die Universität Münster bietet Hochschulsport in rund 150 Sportarten gegen eine Gebühr an.
Seit 25. Februar 2002 ist die Universität „Partnerhochschule des Spitzensports“ und unterstützt die Aktiven, ihr Studium und ihren Sport erfolgreich zu gestalten. Im Verbund mit dem Olympiastützpunkt Westfalen, dem Studierendenwerk Münster, dem Dachverband adh, bietet die Universität Münster den Spitzensportlern eine umfassende Beratung bei Studienplanung und -organisation, stellt Sportstätten zum Trainieren zur Verfügung. Der Hochschulsport organisiert jedes Jahr Deutsche Hochschulmeisterschaften in verschiedenen Sportarten, entsendet Aktive zu Deutschen und Europäischen Meisterschaften der Studierenden. Am vielfältigen Breitensportangebot nehmen wöchentlich 25.000 Studierende und Beschäftigte der Hochschule teil. Mit dem Leonardo-Campus-Run im Sommer und dem Nikolausturnier im Winter organisiert der Hochschulsport große Sportevents. Sehr prestigeträchtig war auch der von 2002 bis 2009 ausgerichtete Basketball Nationen-Cup.
Studierende können kostenlos Computerarbeitsplätze der Universität und ein universitätsweites WLAN nutzen, über das Internet drucken, Computercluster der Universität für rechenaufwendige Aufträge nutzen und Computerkurse besuchen. Die meisten Kopierer der Universität sind mit dem Internet vernetzt, was ein gebührenfreies Scannen von Dokumenten und Büchern erlaubt.
Im Sprachenzentrum der Universität Münster können Studierende aller Fachbereiche knapp 20 verschiedene, teilweise fachspezifische Sprachkurse besuchen und Zertifikate erwerben (zum Beispiel DELE, Unicert).
Die Universität beherbergt das Studentenorchester Münster, zwei studentische Big Bands, das Junge Sinfonieorchester und Studierenden-Chöre wie den Universitätschor oder die Studentenkantorei. Im Theaterbereich gibt es die Studiobühne am Domplatz, das Theaterlabor an der Scharnhorststraße und fremdsprachige Schauspielgruppen wie die English Drama Group oder das Theater uit de muur.
In Münster vertretene Studenteninitiativen sind zum Beispiel AIESEC, der Debattierclub, ELSA, Münsteraner Börsenparkett, MTP, move – Studentische Unternehmensberatung, Symposium Oeconomicum Muenster, Venture Club Münster, Weitblick.
Ein regelmäßiges Studierendenfest ist etwa Die WiWi-Party (ehemals WiWis On Rock).
Mit Stand von 2018 gab es in Münster 30 aktive Studentenverbindungen.

#### Mensen

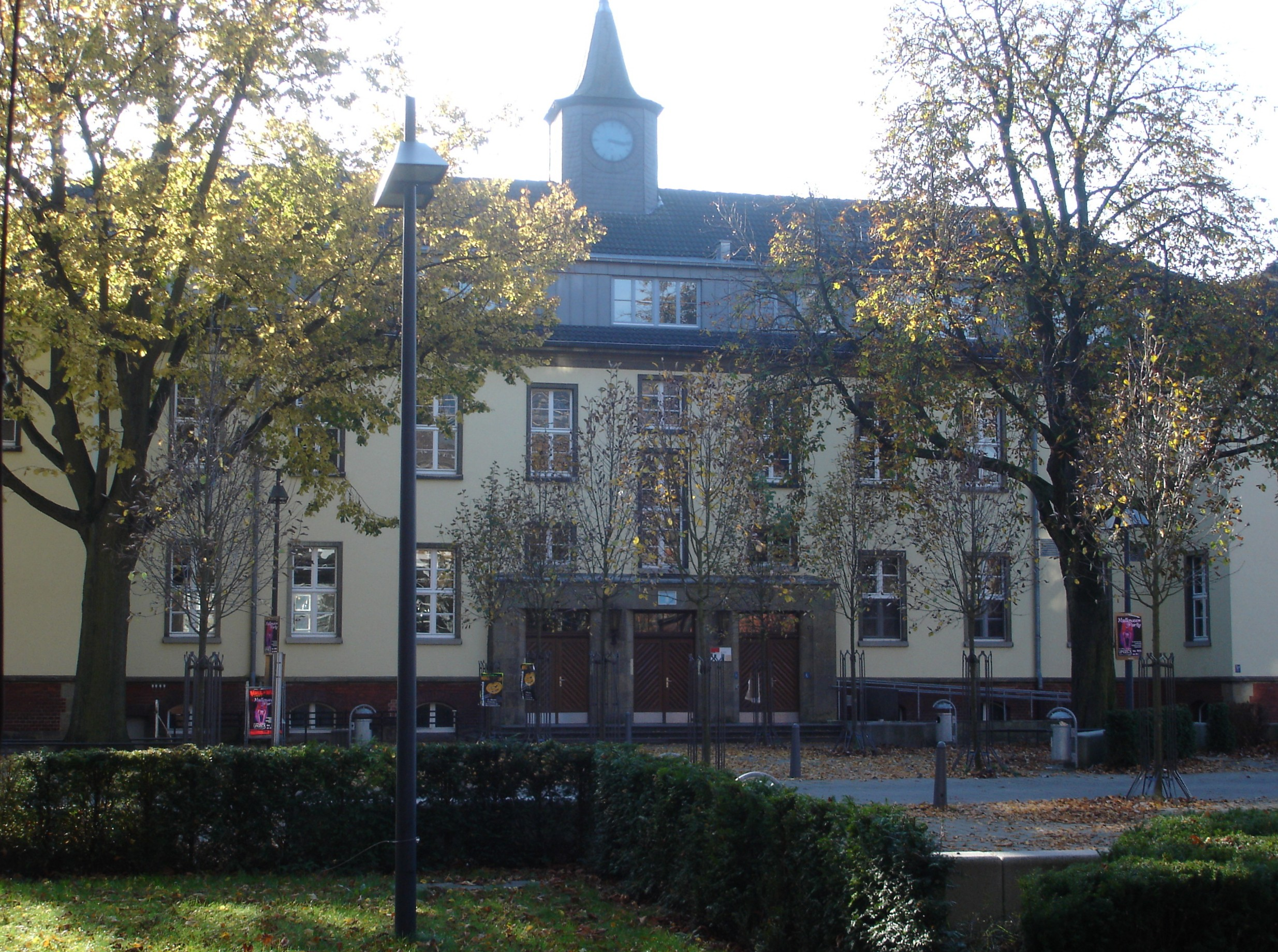
Die Mensa da Vinci auf dem Leonardo-Campus

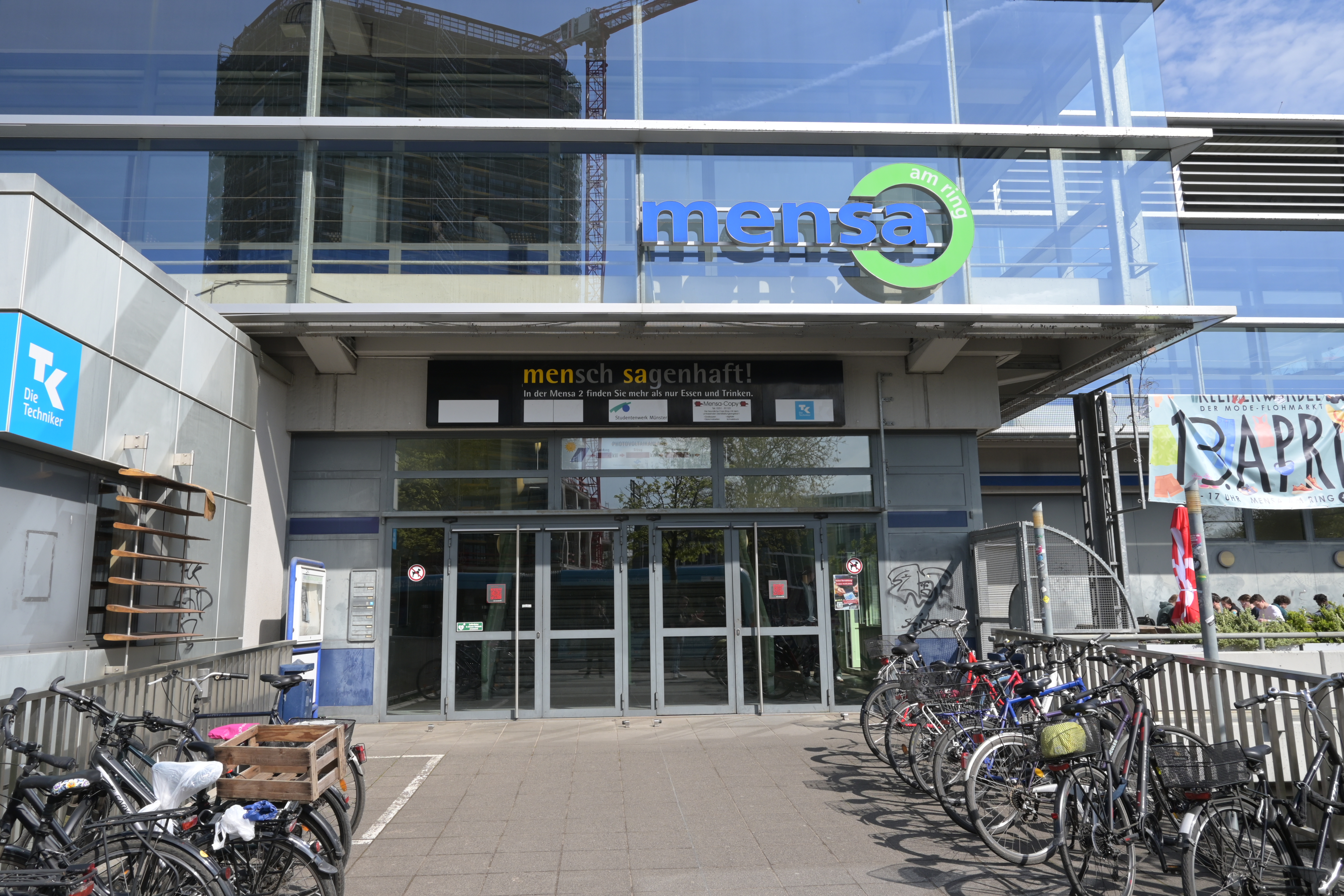
Eingang zur Mensa am Ring am Coesfelder Kreuz

Das Studierendenwerk Münster betreibt vier Mensen im Stadtgebiet: Die Mensa am Aasee in der Bismarckallee mit Platz für über 1600 Gäste, die Mensa am Ring nahe dem Coesfelder Kreuz, die Mensa da Vinci auf dem Leonardo-Campus, sowie die Mensa im Bispinghof. Insgesamt werden über 15.000 Mahlzeiten pro Tag in den Mensen ausgegeben. Darüber hinaus betreibt das Studierendenwerk sechs Bistros und zwei Cafés in Münster.

#### Wohnen
In Münster bietet das Studierendenwerk Münster als öffentlicher Träger nur 4.500 Wohnplätze für Studierende an. Im Wintersemester 2023/2024 waren 43.098 Studierende an der Universität eingeschrieben und 10.895 Studierende der Fachhochschule Münster am Standort Münster. Durch das enorme Defizit an günstigem Wohnraum für Studierende besteht in Münster starke Wohnungsnot, da der Bedarf das Angebot weit übersteigt. In den öffentlichen Wohnheimen muss mit einer Wartezeit von mehreren Jahren ausgegangen werden. Daher bewerben sich viele Studierende erst gar nicht bei den öffentlichen Trägern, da die Wartezeit auf einen Wohnplatz oft die Dauer des Studiums übersteigt. Einige Studierende weichen aus der Not heraus auf Campingplätze aus, bis eine bezahlbare Alternative gefunden wurde. Ebenso muss ein großer Zahl der Studenten auf die unter Studierenden wenig beliebte Randlagen in Gievenbeck ausweichen. Durch den starken Druck am Wohnungsmarkt bildeten sich sogenannte private Co-living-Anbieter am Markt und vermieten Wohnraum zu einem hohen Preis. Dieser Umstand wurde bereits mehrfach in Medienberichten (Fernsehen und Rundfunk) und durch die Studentenvertretung (AStA) kritisiert. Es gibt in Münster nur wenige private Betreiber von Wohnheimen, welche zu fairen Mieten Wohnraum anbieten. Ein Beispiel mit medialer Bekanntheit ist das Studentinnen Wohnheim am Aasee, welches seit den 1960er Jahren existiert. Aufgrund der hohen Nachfrage nach Wohnraum empfiehlt die Universität Münster neue Studenten bereits viele Monate vor dem Semesterstart sich um einen Platz in einem Wohnheim zu bemühen.

### Angebote für Ehemalige
Der „Alumni Club Universität Münster“ für ehemalige Studierende und Mitarbeiter ist das größte Netzwerk der Universität. Durch Veranstaltungen, Regionalgruppentreffen, Informationen über die Universität Münster und verschiedene Services können die Ehemaligen den Kontakt untereinander und zur Universität aufrechterhalten. Der Alumni-Club Universität Münster unterstützt weltweit die Gründung von Alumni-Regionalgruppen der Universität Münster. Durch Spenden seiner Mitglieder fördert der Alumni-Club zudem begabte und engagierte Studierende im Rahmen des Universität-Münster-Stipendienprogramms ProTalent.
Zusätzlich gibt es in den Fakultäten und Instituten Vereinigungen und Angebote für Ehemalige.

## Persönlichkeiten und Alumni
Die folgenden Listen enthalten eine Auflistung bekannter Persönlichkeiten und ehemaliger Studierender der Universität.

### Absolventen und Studenten
- Götz Alsmann (* 1957), Musiker, Entertainer, auch WWU-Honorarprofessor
- Peter Paul Althaus (1892–1965), Schriftsteller und Kabarettist
- Walter Baade (1893–1960), Astronom, Astrophysiker
- Wolfgang Baumann (1948), Rechtswissenschaftler, Hochschullehrer
- Georg Bednorz (* 1950), Nobelpreisträger für Physik (1987)
- Karl-Heinz Beine (* 1951), Humanmediziner, Hochschullehrer und Sachbuchautor
- Thomas Bellut (* 1955), ZDF-Programmdirektor
- Hans-Bernd Brosius (* 1957), Kommunikationswissenschaftler
- Wolfgang Clement (1940–2020), Politiker
- Wolfgang Demtröder (* 1931), Physiker
- Kai Diekmann (* 1964), Journalist
- Carsten Knop (* 1969), Journalist und Autor
- Andreas Raymond Dombret (* 1960), Betriebswirt, Mitglied des Vorstands der Deutschen Bundesbank
- Kaspar Elm (1929–2019), Historiker
- Gerd Faltings (* 1954), Mathematiker, Fields-Medaille und Leibnizpreisträger
- Ute Frevert (* 1954), Historikerin
- Elmar Giemulla (* 1950), Jurist und Professor für Luftrecht
- Friedrich Wilhelm Grimme (1827–1887), Schriftsteller, Gelehrter
- August Hanning (* 1946), Jurist, Präsident des Bundesnachrichtendienstes
- Peter Heine (* 1944), Islamwissenschaftler
- Gustav Heinemann (1899–1976), Politiker und dritter Bundespräsident der Bundesrepublik
- Karl-Heinrich Heitfeld (* 1924), Ingenieur- und Hydrogeologe, Ehrensenator der Universitäten Münster und Aachen
- Franz Hengsbach (1910–1991), Bischof von Essen
- Manfred Hermanns (* 1936), Sozialwissenschaftler
- Magdalene Heuvelmann (* 1959), Historikerin, Autorin, Bürgermeisterin
- Friedrich Hirzebruch (1927–2012), Mathematiker
- Wolfgang Holzgreve (* 1955), Pränatalmediziner, Ärztlicher Direktor am Universitätsklinikum Bonn
- Christoph Jacke (* 1968), Kultur- und Kommunikationswissenschaftler
- Oliver Kalkofe (* 1965), Satiriker und Autor
- Manfred Kock (* 1936), Theologe
- Gerta Krabbel (1881–1961), Historikerin und Schriftstellerin sowie Frauenrechtlerin
- Heinrich Kreft (* 1958), Diplomat
- Heinz Rudolf Kunze (* 1956), Musiker
- Heinz Landwehr (* 1955), Chefredakteur Finanztest
- Udo Lattek (1935–2015), Fußballspieler und -trainer
- Jens Lehmann (* 1969), Fußball-Nationalspieler
- Ursula von der Leyen (* 1958), Ärztin, Politikerin
- Winfried Lipscher (1938–2024), Dolmetscher, Übersetzer und Publizist
- Hermann Löns (1866–1914), Journalist und Schriftsteller
- Franz Ludorff (1852–1896), Pädagoge und Schriftsteller
- Niklas Luhmann (1927–1998), Soziologe
- Silvia Amella Mai (* 1961), Kulturwissenschaftlerin und Autorin
- Thomas de Maizière (* 1954), Politiker
- Frank Mattern (* 1961), Betriebswirt, Deutschlandchef McKinsey & Company
- Birgit Meineke (* 1956), Germanistin und Namensforscherin
- Ulrike Meinhof (1934–1976), Journalistin, Terroristin der RAF
- Thomas Middelhoff (* 1953), Bertelsmann- und Arcandor-Vorstandsvorsitzender
- Georg Milbradt (* 1945), Ministerpräsident von Sachsen, auch WWU-Honorarprofessor
- Ulrike Mittmann (* 1961), evangelische Theologin, Neutestamentlerin und Professorin in Osnabrück
- Ulrich Nembach (* 1935), evangelischer Theologe und Jurist, Professor in Göttingen
- Ingo Nentwig (1960–2016), Sinologe, Ethnologe und Hochschullehrer
- Martin Niemöller (1892–1984), evangelischer Theologe und Widerstandskämpfer gegen den Nationalsozialismus
- Katharina Nocun (* 1986), Politikerin (Piratenpartei Deutschland)
- Wolfgang Nolting (* 1944), Physiker
- Gertrud Pätsch (1910–1994), Ethnologin, Linguistin
- Volker Pispers (* 1958), Kabarettist
- Judith Rakers (* 1976), Journalistin, Fernsehmoderatorin und Sprecherin der Tagesschau
- Elmar Rauch (* 1941), deutscher Rechtsanwalt, Übersetzer völkerrechtlicher Fachliteratur aus dem Russischen
- Christoph Reichmann (* 1950), Provinzialrömischer Archäologe und Museumsleiter
- Klaus Sames (* 1939), Gerontologe, Anatom und Hochschullehrer
- Winfried Scharlau (1934–2004), Journalist
- Kurt Schumacher (1895–1952), Politiker; erster Oppositionsführer der Bundesrepublik
- Hans-Werner Sinn (* 1948), Volkswirt, Präsident des ifo Instituts
- Martin Sonneborn (* 1965), Journalist, Satiriker und Politiker
- Hans Tietmeyer (1931–2016), Volkswirt
- Klaus Töpfer (1938–2024), Politiker und UNO-Hochkommissar
- Karl Weierstraß (1815–1897), Mathematiker
- Marina Weisband (* 1987), Psychologin und Politikerin
- Oliver Welke (* 1966), Moderator und Satiriker
- Leon Windscheid (* 1988), Psychologe und Unternehmer
- Paul Ziemiak (* 1985), Politiker, Generalsekretär der CDU
- Klaus Zumwinkel (* 1943), Industriemanager

### Dozenten und Professoren
- Wilhelm Ackermann (1896–1962), Mathematiker, fand die Ackermannfunktion
- Dietrich Adam (* 1936), Betriebswirtschaftswissenschaftler und Lehrstuhlinhaber, Direktor des Instituts für Wirtschafts- und Sozialwissenschaften und für industrielle Unternehmensforschung
- Kurt Aland (1915–1994), evangelischer Theologe, Gründer des Bibelmuseums und des Instituts für Neutestamentliche Textforschung
- Wilfrid Bach (1936–2015), Geograph und Klimatologe, Wegbereiter der Erforschung der Globalen Erwärmung
- Klaus Backhaus (* 1947), Betriebswirt (insb. Marketing)
- Hans Jürgen Baden (1911–1986), ev. Theologe, Honorarprofessor und Schriftsteller
- Karl Barth (1886–1968), evangelisch-reformierter Theologe, „Kirchenvater des 20. Jahrhunderts“
- Jörg Baetge (* 1937), Betriebswirt (Revisionswesen), „deutscher Bilanzpapst“
- Anton Baumstark junior (1872–1948), Philologe, Orientalist und Liturgiewissenschaftler, Leiter des „N.S. Vorbereitenden Ausschusses für Angelegenheiten der Westfälischen Wilhelms-Universität Münster“
- Christian Becker-Carus (* 1936), Naturwissenschaftler, Psychologe und Schlafforscher
- Rüdiger Becker (1927–2003), Mund-, Kiefer und Gesichtschirurg, Ordinarius ab 1971* Heinrich Behnke (1898–1979), Mathematiker, Mitbegründer der komplexen Analysis („Münstersche Schule der komplexen Analysis“)
- Hans Blumenberg (1920–1996), Philosoph
- Erich Bornberg-Bauer (* 1963), Bioinformatiker und Biochemiker
- Werner Friedrich Bruck (1880–1945), deutsch-britischer Agrarwissenschaftler und Ökonom
- Joachim Cuntz (* 1948), Mathematiker, Max-Planck-Forschungspreisträger (1993) und Leibnizpreisträger
- Antje Dammel (* 1976), Sprachwissenschaftlerin
- Christopher Deninger (* 1958), Mathematiker und Leibnizpreisträger
- Hans Jost Dieterich (* 1933), Anatom und Elektronenmikroskopiker
- Justus Diller (* 1936), Mathematiker, Ordinarius am Institut für mathematische Logik und Grundlagenforschung
- Gerhard Domagk (1895–1964), Pathologe und Bakteriologe, Nobelpreis für Medizin 1939
- Hugo Eickhoff (1905–1972), Hals-Nasen-Ohrenarzt
- Anton Eitel (1882–1966), Historiker
- Fritz Fabricius (1919–2004), Rechtswissenschaftler
- Frank Glorius (* 1972), Chemiker, „Highly Cited Researcher“ und Leibnizpreisträger
- Joseph Greving (1868–1919), Kirchenhistoriker
- Georg Grützmacher (1866–1939), ev. Theologe, Rektor 1924–1925
- Erich Gutenberg (1897–1984), Betriebswirt, Erfinder der modernen Betriebswirtschaftslehre
- Werner Hahlweg (1912–1989), Militärhistoriker und Militärwissenschaftler
- Karl Hahn (* 1937), Politikwissenschaftler
- Johannes Herrmann (1880–1960), ev. Theologe, Rektor 1931–1932
- Johann Wilhelm Hittorf (1824–1914), Physiker und Chemiker, Entdecker der Elektronenstrahlen
- Franz Hitze (1851–1921), Sozialpolitiker (Zentrum) und Christlicher Gesellschaftswissenschaftler
- Joseph Höffner (1906–1987), christlicher Sozialwissenschaftler, Bischof von Münster, Erzbischof von Köln
- Joachim Jose (* 1961), Biochemiker und Unternehmer
- Wilhelm Killing (1847–1923), Mathematiker, Begründer der Theorie der kontinuierlichen Gruppen
- Paul Kirchhof (* 1943), Rechtswissenschaftler, Professor bis 1987
- Peter Kohlgraf (* 1967), Bischof von Mainz, Privatdozent 2010–2013
- Johann Paul Kremer (1883–1965), Anatom und Chirurg, NS-Täter (stellv. Lagerarzt im Auschwitz-Birkenau)
- Otto Krisement (1920–2013), Physiker, em. Professor bis 1985
- Eugen Lerch (1888–1952), Romanist und Sprachwissenschaftler
- Martin Lindow (1880–1967), Astronom, Leiter der Universitätssternwarte (1930–1944)
- Wolfgang Lück (* 1957), Mathematiker und Leibnizpreisträger
- Frido Mann (* 1940), Psychologe und Schriftsteller, Enkel von Thomas Mann
- Willi Marxsen, D.D. (1919–1993), evangelischer Neutestamentler, Mitbegründer der Redaktionsgeschichte
- Heribert Meffert (* 1937), Betriebswirt (insb. Marketing)
- Johann Baptist Metz (1928–2019), katholischer Theologe
- Georg Milbradt (* 1945), Volkswirt und Ministerpräsident von Sachsen
- Alfred Müller-Armack (1901–1978), Volkswirt
- Friedrich Münzer (1868–1942), klassischer Philologe
- Joseph Pascher (1893–1979), katholischer Theologe
- Josef Pieper (1904–1997), Philosoph
- Johann Plenge (1874–1963), Soziologe, Volkswirt, Propagandaforscher, Doktorvater von Kurt Schumacher
- Karl Rahner (1904–1984), katholischer Theologe
- Joseph Rappenhöner (1850–1898), katholischer Theologe
- Joseph Ratzinger (1927–2022), katholischer Theologe, Papst Benedikt XVI.
- Hans-Jürgen Rehm (1927–2017), Mikrobiologe, Träger der DECHEMA-Medaille
- Karl Heinrich Rengstorf (1903–1992), evangelischer Theologe, Neubegründer des Institutum Judaicum Delitzschianum
- Bernhard Rensch (1900–1990), Zoologe, Evolutionsforscher
- Isabella Rüttenauer (1909–2007), Pädagogik
- Norbert Sachser (* 1954), Verhaltensbiologe und Autor. Ehemaliger Präsident der Ethologischen Gesellschaft
- Helmut Schelsky (1912–1984), Soziologe
- Johann Heinrich Schmedding (1774–1846), Rechtswissenschaftler
- Klaus Schönbach (* 1949), Kommunikations- und Medienwissenschaftler
- Joseph Schmidlin (1876–1944), katholischer Theologe und Missionswissenschaftler
- Johann Heinrich Schmülling (1774–1851), Domherr und Hochschullehrer an der Universität Münster
- Georg Schreiber (1882–1963), Politiker (Zentrum) und Kirchenhistoriker
- Waltraut Seitter (1930–2007), Astronomin
- Michael Sikora (* 1961), Historiker
- Anton Matthias Sprickmann (1749–1833), Jurist, Schriftsteller
- Hermann Steinkamp (* 1938), katholischer Theologe, Religionspädagoge
- Dieter Stöffler (1939–2023), Planetologe und Leibnizpreisträger
- Barbara Stollberg-Rilinger (* 1955), Historikerin und Leibnizpreisträgerin
- Udo Stratmann (1957–2020), Anatom und Zahnmediziner
- Benno Strauß (1873–1944), Metallurg, Physiker, Wegbereiter von rostfreiem Stahl
- Aurel von Szily (1880–1945), Ophthalmologe
- Franz Taeschner (1888–1967), Orientalist und Sprachwissenschaftler
- Ulrich Thurm (* 1931), Zoologe im Tübingen und Bochum, ab 1974 Lehrstuhl für Neurophysiologie in Münster[127]
- Leopold von Ubisch (1886–1965), Zoologe
- Ferdinand Ueberwasser (1752–1812), Psychologe und Logiker
- Otmar von Verschuer (1896–1969), Mediziner, Humangenetiker, Zwillingsforscher und führender Rassenhygieniker der NS-Zeit
- Dietmar Vestweber (* 1956), Zellbiologe und Leibnizpreisträger
- Eva Viehmann (* 1980), Mathematikerin und Leibnizpreisträgerin
- Lothar Vollmer (1936–2023), Rechtswissenschaftler
- Eugen Wannenmacher (1897–1974), Zahnarzt und Hochschullehrer sowie SS-Sturmbannführer in der Dienststelle des Reichsarztes SS
- Heinrich Weber (1888–1946), Sozial-, Wirtschafts- und Caritaswissenschaftler, Mitbegründer der Sozialforschungsstelle Dortmund
- Wilhelm Weber (1925–1983), Christlicher Sozialwissenschaftler
- Karl Wedegärtner (* 1926), Physiker, Lehrstuhlinhaber in Münster von 1966 bis 1980[128]
- Arthur Wegner (1900–1989), Strafrechtler, am 13. Juli 1946 Ernennung zum Professor für Straf- und Strafprozessrecht (Schwerpunkt) sowie Pflege des Kirchenrechts bis 1959
- Jürgen Werbick (* 1946), Fundamentaltheologe
- Benno von Wiese (1903–1987), Germanist
- Burkhard Wilking (* 1970), Mathematiker und Leibnizpreisträger
- Wilhelm Winter (* 1968), Mathematiker, forscht an C*-Algebra
- Hubert Wolf (* 1959), Historiker, Theologe und Leibnizpreisträger
- Erich Zenger (1939–2010), katholischer Theologe und Bibelwissenschaftler

### Ehrendoktoren
- Walther Adrian, Steinzeitforscher aus Gießen, Dr. phil. h. c. für die Erforschung der Vorgeschichte Nordwestdeutschlands[129]
- Hans Jürgen Baden, evangelischer Theologe und Schriftsteller
- Karl Barth, evangelisch-reformierter Theologe (1922, Evangelisch-Theologische Fakultät)
- Georg Bednorz, Physiker und Nobelpreisträger (2018, Fachbereich Physik)[130]
- Franz Dieckmann, Jurist und Politiker (Zentrum), Oberbürgermeister von Münster und Landeshauptmann der Provinz Westfalen (1925, Medizinische Fakultät)
- Karl Diederichs, Generaldirektor (1952, juristische Fakultät)
- Andreas Raymond Dombret, Betriebswirt (2017, Wirtschaftswissenschaftliche Fakultät)[131]
- Wilhelm Effmann, Kunsthistoriker (1908, Philosophische Fakultät)
- Gerhard Ertl, Physiker und Nobelpreisträger (2000, Mathematisch-Naturwissenschaftliche Fakultät)
- Per Kjetil Farstad, norwegischer Musikprofessor (2014, Fachbereich Geschichte und Philosophie)
- Gilberto Freyre, Begründer der brasilianischen Soziologie (1968, Rechts- und Staatswissenschaftliche Fakultät)
- Michail Gorbatschow, ehemaliger Staatspräsident der Sowjetunion (2005, Rechtswissenschaftliche Fakultät)
- Tenzin Gyatso, 14. Dalai Lama (2007, Mathematisch-Naturwissenschaftliche Fakultät)
- Jean-Claude Juncker, Premierminister Luxemburgs und Präsident der Europäischen Kommission (2001, Philosophische Fakultät)
- Wim Kok, Ministerpräsident der Niederlande (2003, Philosophische Fakultät)
- Hanna-Renate Laurien, Theologin (1996, Katholisch-Theologische Fakultät)
- Robert Leicht, Journalist (2003, Evangelisch-Theologische Fakultät)
- Geert Mak, niederländischer Schriftsteller und Journalist (2014, Fachbereich Geschichte/Philosophie)
- Reinhard Mohn, Vorsitzender des Präsidiums der Bertelsmannstiftung (2001, Wirtschaftswissenschaftliche Fakultät)
- Rupert Neudeck, Journalist (2005, Katholisch-Theologische Fakultät)
- Krzysztof Penderecki, Komponist und Dirigent (2006, Philosophische Fakultät)
- Arnulf Rainer, Maler (2004, Katholisch-Theologische Fakultät)
- Johann Heinrich Schmülling, Theologe (1835, Katholisch-Theologische Fakultät)
- Albert Schweitzer, Theologe, Philosoph und Arzt (1958, Medizinische Fakultät)
- Jon Sobrino S.J, Theologe (1998, Katholisch-Theologische Fakultät)
- Wolfgang Thierse, Politiker (2004, Philosophische Fakultät)
- Hans Tietmeyer, Präsident der Bundesbank a. D. (1994, Wirtschaftswissenschaftliche Fakultät)
- Shōichi Watanabe, Anglist und Kritiker (1994, Philosophische Fakultät)[132]
- Helene Weber, Ministerialrätin im Preußischen Ministerium für Volkswohlfahrt (1930, Rechts- und Staatswissenschaftliche Fakultät)

### Geschichte
- Jürgen Overhoff, Sabine Happ (Hrsg.): Gründung und Aufbau der Universität Münster, 1773–1818. Zwischen katholischer Aufklärung, französischen Experimenten und preußischem Neuanfang. Aschendorff, Münster 2022, ISBN 978-3-402-15901-9.
- Bernd Haunfelder, Die Rektoren, Kuratoren und Kanzler der Universität Münster 1826–2016. Ein biographisches Handbuch. (= Veröffentlichungen des Universitätsarchivs Münster 14). Aschendorff, Münster 2020, ISBN 978-3-402-15897-5.
- Wilhelm Kohl, Robert Giesler: Die Matrikel der Universität Münster 1780 bis 1818. Edition und biographische Erläuterungen. (Veröffentlichungen des Universitätsarchivs Münster, 1). Aschendorff Verlag, Münster 2008, ISBN 978-3-402-15880-7.
- Lothar Kurz (Hrsg.): 200 Jahre zwischen Dom und Schloß. Ein Lesebuch zu Vergangenheit und Gegenwart der Westfälischen Wilhelms-Universität Münster. Selbstverlag, Münster 1980.
- Jörg Niemer: Vom Domplatz zum Schloss: Die Baugeschichte der Universität Münster von der Gründung bis zum Abschluss des Wiederaufbaus nach dem Zweiten Weltkrieg. Aschendorff, Münster 2010, ISBN 978-3-402-15882-1.
- Ruth Mohrmann (Hrsg.): Vor 50 Jahren … Gedenkveranstaltungen der Westfälischen Wilhelms-Universität Münster zum 8. Mai 1945. Lit-Verlag, Münster 1996, ISBN 978-3-8258-2683-3.
- Sabine Happ, Veronika Jüttemann (Hrsg.): „Laßt sie doch denken!“ 100 Jahre Studium für Frauen in Münster. (Veröffentlichungen des Universitätsarchivs Münster, 2). 2. Auflage Aschendorff Verlag, Münster 2009, ISBN 978-3-402-15881-4.
- Hans-Ulrich Thamer, Daniel Droste, Sabine Happ (Hrsg.): Die Universität Münster im Nationalsozialismus. Kontinuitäten und Brüche zwischen 1920 und 1960. (Veröffentlichungen des Universitätsarchivs Münster, 5). Aschendorff Verlag, Münster 2012, ISBN 978-3-402-15884-5.

### Einzelne Fakultäten, Institute und Einrichtungen
- Manfred Hermanns: Sozialethik im Wandel der Zeit. Persönlichkeiten – Forschungen – Wirkungen des Lehrstuhls für Christliche Gesellschaftslehre und des Instituts für Christliche Sozialwissenschaften der Universität Münster 1883–1997. Schöningh, Paderborn 2006, ISBN 3-506-72989-6.
- Rolf Wiermann: Der Botanische Garten der Universität Münster: 200 Jahre Geschichte. Landwirtschaftsverlag, Münster 2003, ISBN 978-3-7843-3218-5.
- Daniel Droste: Zwischen Fortschritt und Verstrickung. Die biologischen Institute der Universität Münster 1922 bis 1962. (Veröffentlichungen des Universitätsarchivs Münster, 6). Aschendorff Verlag, Münster 2012, ISBN 978-3-402-15885-2.
- Birthe Heitkötter: Geburtshilfe und Gynäkologie im Nationalsozialismus. Peter Esch und die Frauenklinik der Universität Münster von 1925 bis 1950. (Veröffentlichungen des Universitätsarchivs Münster, 7). Aschendorff Verlag, Münster 2013, ISBN 978-3-402-15886-9.
- Kathrin Baas: „Erdkunde als politische Angelegenheit“ – Geographische Forschung und Lehre an der Universität Münster zwischen Wissenschaft und Politik (1909–1950). (Veröffentlichungen des Universitätsarchivs Münster, 8). Aschendorff Verlag, Münster 2015, ISBN 978-3-402-15887-6.
- Manfred Günnigmann: Werner Korte und die Musikwissenschaft an der Universität Münster 1932 bis 1973. (Veröffentlichungen des Universitätsarchivs Münster, 9). Aschendorff Verlag, Münster 2015, ISBN 978-3-402-15888-3.
- Sebastian Felz: Recht zwischen Wissenschaft und Politik. Die Rechts- und Staatswissenschaftliche Fakultät der Universität Münster 1902 bis 1952. Aschendorff Verlag, Münster 2016, ISBN 978-3-402-15889-0.
- Kristina Maraike Sievers: Zwischen akademischer Freiheit und staatlicher Kontrolle. Hochschulverwaltungen der Universität Münster 1922–1951. (Veröffentlichungen des Universitätsarchivs Münster, 11). Aschendorff Verlag, Münster 2017, ISBN 978-3-402-15892-0.
- Andreas Oberdorf, Patrick Gollub, Tim Zumhof (Hrsg.): Pädagogik und Erziehungswissenschaft an der Universität Münster. Personen, Strukturen, Diskurse. (Veröffentlichungen des Universitätsarchivs Münster, 18). Aschendorff Verlag, Münster 2024, ISBN 978-3-402-15905-7.